# Російсько-грузинська війна (2008)
Росі́йсько-грузи́нська війна́ 2008 ро́ку (груз. რუსეთ-საქართველოს ომი, латиніз.: ruset-sakartvelos omi) — збройний конфлікт між Грузією з одного боку та Російською Федерацією і сепаратистськими угрупованнями Південної Осетії та Абхазії з іншого. Війна відбулася в серпні 2008 року після періоду погіршення відносин між Російською Федерацією та Грузією, обома колишніми республіками Радянського Союзу. Бойові дії відбувалися в стратегічно важливому Південно-Кавказькому регіоні. Її вважають першою європейською війною XXI століття.
Республіка Грузія проголосила свою незалежність на початку 1991 року, коли Радянський Союз почав розпадатися. На цьому тлі бойові дії між Грузією та сепаратистами залишили частини колишньої Південно-Осетинської автономної області під фактичним контролем підтримуваних Росією, але міжнародно невизнаних сепаратистів. Після війни на території були розміщені спільні миротворчі сили грузинських, російських та осетинських військ. Подібний глухий кут склався в регіоні Абхазії, де абхазькі сепаратисти вели війну в 1992—1993 роках. Після обрання Володимира Путіна в Росії в 2000 році і прозахідної зміни влади в Грузії в 2003 році відносини між Росією і Грузією почали гіршати, досягнувши повної дипломатичної кризи до квітня 2008 року. 1 серпня 2008 року підтримувана Росією Південноосетинські сили почали обстріли грузинських сіл, епізодично відповідаючи грузинським миротворцям у цьому районі. Посилення артилерійських обстрілів південних осетин порушило угоду про припинення вогню 1992 року. Щоб покласти край цим нападам, 7 серпня підрозділи грузинської армії були направлені в зону конфлікту в Південній Осетії. Грузинські війська за кілька годин взяли під контроль більшу частину Цхінвалі, оплоту сепаратистів.
Деякі російські війська незаконно перетнули російсько-грузинський державний кордон через Рокський тунель і просунулися в зону південно-осетинського конфлікту до 7 серпня, до масштабної грузинської військової відповіді. Росія звинуватила Грузію в «агресії проти Південної Осетії», і розпочала повномасштабне наземне, повітряне і морське вторгнення в Грузію, включаючи її безперечну територію, 8 серпня, назвавши це операцією «примусу до миру». Російські та південноосетинські сили воювали з грузинськими військами в Південній Осетії та навколо неї протягом кількох днів, поки грузинські сили не відступили. Російські та абхазькі війська відкрили другий фронт, атакуючи Кодорську ущелину, яку утримує Грузія. Російські військово-морські сили блокували частину узбережжя Грузії в Чорному морі. Російські ВПС атакували цілі як у зоні конфлікту, так і за її межами. Це була перша війна в історії, в якій кібервійна збіглася з військовими діями. Під час і після конфлікту також велася інформаційна війна. Ніколя Саркозі, президент Франції, особисто домовився про угоду про припинення вогню 12 серпня.
Російські війська тимчасово окупували грузинські міста Зугдіді, Сенакі, Поті та Горі, утримуючи ці райони за межами режиму припинення вогню. Південні осетини знищили більшість етнічних грузинських сіл у Південній Осетії і були відповідальними за етнічну чистку грузин. Росія визнала незалежність Абхазії та Південної Осетії від Грузії 26 серпня, а уряд Грузії розірвав дипломатичні відносини з Росією. Росія переважно завершила виведення військ із безперечних частин Грузії 8 жовтня. Російські міжнародні відносини майже не постраждали. Війна переселила 192 тис. осіб. У той час як багато хто повернувся до своїх домівок після війни, 20 272 людини, переважно етнічні грузини, залишалися переміщеними станом на 2014 рік. 2021 року Європейський суд з прав людини постановив, що Росія зберігає «прямий контроль» над сепаратистськими регіонами та несе відповідальність за загибель людей. там відбуваються порушення прав.

## Передумови

### Історія

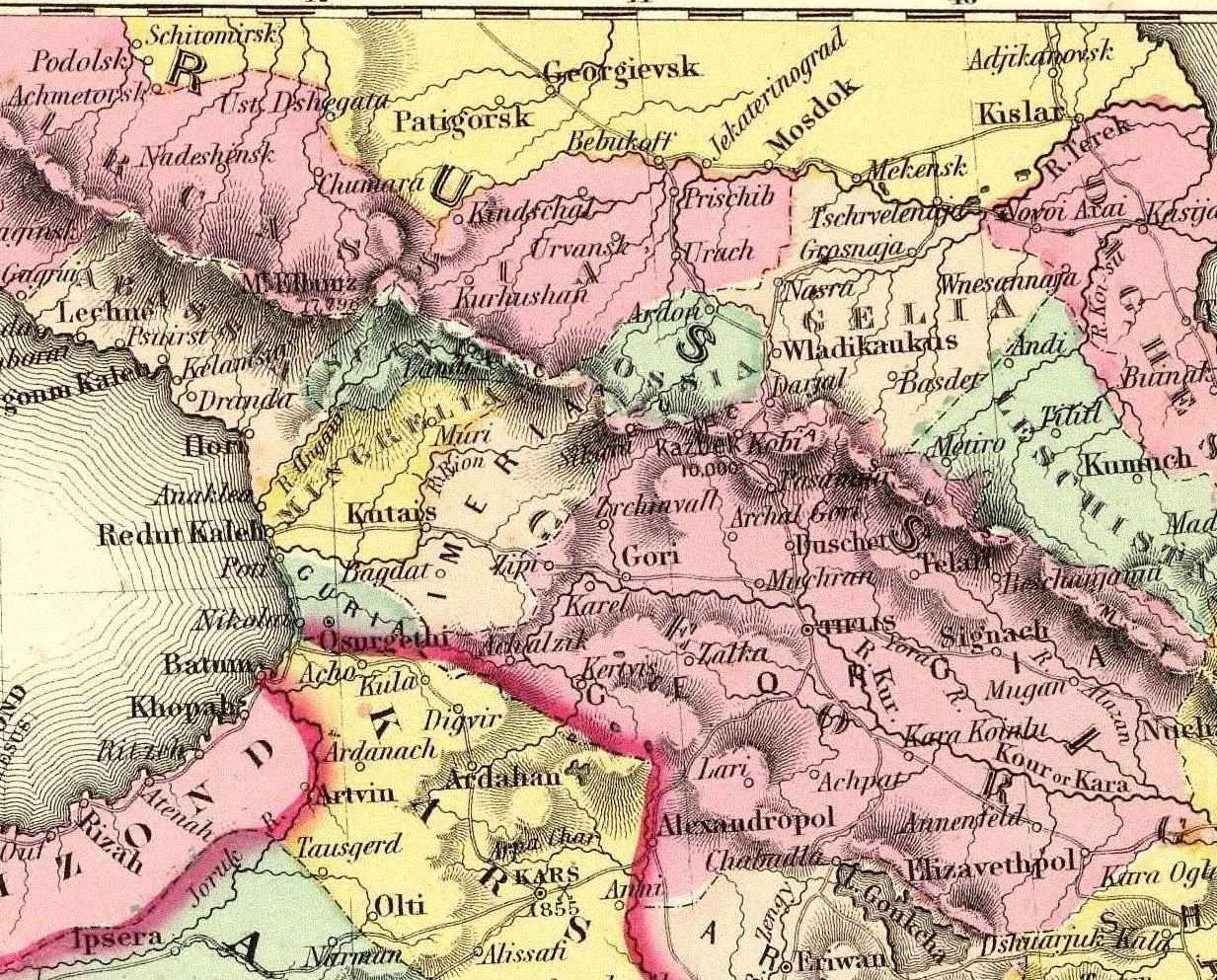
Фрагмент карти Дж. Х. Колтона 1856 року, що показує територію сучасної Південної Осетії в межах Грузії та Імерії. Сучасна Північна Осетія відповідає «Осії» (Осетії) на Північному Кавказі. Осетія увійшла до складу Гірської АРСР в 1921 році і була перейменована в Північну Осетію лише в 1924 році.

Створення Південно-Осетинського АТ на місці грузинських областей у 1922 році.

У Х столітті нашої ери Грузія вперше виникла як етнічне поняття на територіях, де грузинська мова використовувалася для здійснення християнських обрядів. Після монгольського вторгнення в регіон Грузинське королівство було розділене на кілька держав. У XIX столітті Російська імперія поступово захопила грузинські землі. Після лютневої революції 26 травня 1918 року Грузинська Демократична Республіка проголосила незалежність.
У результаті монгольського вторгнення майже повністю була знищена Аланія. Алани були змушені мігрувати в гори і залишити більшу частину своїх земель на Північному Кавказу. Під впливом монголів алани в 1292 році вторглися в Грузинське царство і захопили місто Горі та територію нинішньої Південної Осетії, тоді ж там з'явилося алано-осетинське населення. Але в 1326 році після 3-річних зіткненнь Георгій V Блискучий звільнив Горі та вигнав аланів із Південного Кавказу.
У 1918 року почався конфлікт між безземельними осетинськими селянами, які проживали в Шида-Картлі, постраждали від більшовизму і вимагали власності на землі, які вони обробляли, та меншовицьким урядом, що підтримував етнічну грузинську шляхту, яка була законними землевласниками. Хоча спочатку осетини були незадоволені тільки економічною позицією влади Тбілісі, напруженість невдовзі переросла в етнічний конфлікт. 1918 року осетинські повстанці відбили грузинські війська і продовжили окупацію міста Цхінвалі та наступ на тубільців Грузії. Під час повстань у 1919 і 1920 роках осетинів приховано підтримувала Радянська Росія, але навіть так вони зазнали поразки.
Незалежна Демократична Республіка Грузія була захоплена Червоною Армією в 1921 році, після чого було встановлено радянський уряд. У квітні 1922 року уряд Радянської Грузії створив автономну адміністративну одиницю для закавказьких осетинів, яка отримала назву Південно-Осетинська автономна область. Такі історики, як Стівен Ф. Джонс, Еміль Сулейманов та Арсен Сапаров вважають, що більшовики надали осетинам цю автономію в обмін на їхню допомогу проти Демократичної Республіки Грузії, оскільки ця територія ніколи не була окремим утворенням до російського вторгнення.
Націоналізм у Радянській Грузії набрав обертів у 1989 році з ослабленням Радянського Союзу. Кремль схвалив південноосетинський націоналізм як протидію руху за незалежність Грузії. 11 грудня 1990 року Верховна Рада Грузії у відповідь на спробу відділення Південної Осетії скасувала автономію області. У січні 1991 року між Грузією та південноосетинськими сепаратистами спалахнув військовий конфлікт. Грузія оголосила про відновлення незалежности 9 квітня 1991 року, ставши таким чином першою позабалтійською державою Радянського Союзу, яка зробила це. Південноосетинським сепаратистам допомагали колишні радянські військові частини, які зараз контролює Росія. До червня 1992 року можливість повномасштабної війни між Росією та Грузією зросла, оскільки російська влада обіцяла бомбардування столиці Грузії Тбілісі на підтримку південноосетинських сепаратистів. Грузія підтримала угоду про припинення вогню 24 червня 1992 року, щоб запобігти ескалації конфлікту з Росією. Грузинські, південноосетинські, російські та північноосетинські миротворці були розміщені в зоні південноосетинського конфлікту за мандатом Спільної контрольної комісії (СКК). Деякі, переважно етнічно грузинські частини колишньої Південно-Осетинської автономної області залишилися під контролем Грузії. Базована в Цхінвалі сепаратистська влада самопроголошеної Республіки Південна Осетія до війни 2008 року контролювала третину території колишньої Південно-Осетинської автономної області.
Така ситуація склалася і в Абхазії, автономній республіці в Грузинській Радянській Соціалістичній Республіці, де абхази відокремилися від Грузії під час війни на початку 1990-х років. До 2003 року населення Абхазії скоротилося з 525 000 до 216 000 після етнічної чистки грузинів, найбільшої етнічної групи в краю. Верхня Кодорська ущелина на північному сході Абхазії залишалася поза контролем абхазького сепаратистського уряду.

### Російські інтереси та участь
Закавказзя лежить між Північним Кавказом та Близькимо Сходом, межує з Туреччиною та Іраном. Стратегічне значення регіону зробило його проблемою важливим напрямком для російської колоніальної експансії. Вагомі економічні причини, зокрема доступ до основних запасів нафти, ще більше впливають на інтерес до Закавказзя. Правління Закавказзя, за словами шведського вченого Сванте Корнелла, дозволить Росії керувати залученням Заходу в Центральну Азію, територію геополітичного значення. Росія розглядала узбережжя Чорного моря та прилеглість до Туреччини як безцінний стратегічний атрибут Грузії. Росія мала більше корисливих інтересів в Абхазії, ніж у Південній Осетії, оскільки розгортання російських військ на узбережжі Чорного моря вважалося життєво важливим для російського впливу в Чорному морі. До початку 2000-х років Південна Осетія спочатку була задумана як інструмент для збереження контролю над Грузією.
Володимир Путін став президентом Російської Федерації у 2000 році, що справило глибокий вплив на російсько-грузинські відносини. Конфлікт між Росією та Грузією почав загострюватися в грудні 2000 року, коли Грузія стала першим і єдиним членом Співдружності Незалежних Держав (СНД), до якого вводився російський візовий режим. Едуард Кокойти, ймовірний член натовпу, став фактичним президентом Південної Осетії в грудні 2001 року; він був схвалений Росією, оскільки він зірвав би мирне возз'єднання Південної Осетії з Грузією. Російський уряд почав масову видачу російських паспортів жителям Абхазії та Південної Осетії у 2002 році без дозволу Грузії; ця політика «паспортизації» заклала основу для майбутніх претензій Росії на ці території. 2003 року президент Путін почав розглядати можливість військового вирішення конфлікту з Грузією.
Після того, як Грузія депортувала чотирьох підозрюваних російських шпигунів у 2006 році, Росія розпочала повномасштабну дипломатичну та економічну війну проти Грузії, за якою відбулося переслідування етнічних грузин, які проживають в Росії.
До 2008 року більшість жителів Південної Осетії отримали російські паспорти. За даними Reuters, до війни Росія забезпечувала дві третини річного бюджету Південної Осетії. Де-факто уряд Південної Осетії наймав переважно громадян Росії, які обіймали подібні державні посади в Росії, а російські офіцери домінували в організаціях безпеки Південної Осетії.

### Невирішені конфлікти

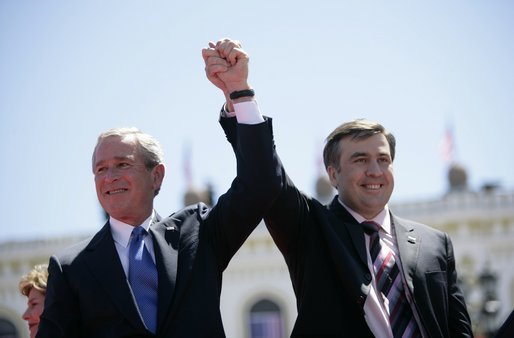
Президент США Джордж Буш і президент Грузії Міхеїл Саакашвілі в Тбілісі, травень 2005 р.

Конфлікти в Грузії залишалися в глухому куті до 2004 року, коли Міхеїл Саакашвілі прийшов до влади після революції троянд у Грузії, яка скинула президента Едуарда Шеварднадзе. Повернення Південної Осетії та Абхазії під контроль Грузії було першою проблемою Саакашвілі.
Грузинський уряд започаткував ініціативу щодо припинення контрабанди з Південної Осетії у 2004 році після успіху у відновленні контролю в Аджарії. Напруга ще більше посилилася владою Південної Осетії. З 8 по 19 серпня між грузинськими військами та південними осетинами точилися інтенсивні бої.
У січні 2005 року на Парламентській асамблеї Ради Європи в Страсбурзі президент Грузії Саакашвілі запропонував мирне врегулювання для Південної Осетії в рамках єдиної грузинської держави. Цю пропозицію відхилив лідер Південної Осетії Едуард Кокойти. У 2006 році Грузія направила сили безпеки в район Кодорської долини в Абхазії, коли лідер місцевої міліції повстав проти грузинської влади. У 2007 році Грузія створила в Південній Осетії те, що Росія назвала «маріонетковим урядом» на чолі з Дмитром Санакоєвим (колишній прем'єр-міністр Південної Осетії), назвавши його тимчасовою адміністрацією.
На початку березня 2008 року Абхазія та Південна Осетія подали офіційні запити про їх визнання до російського парламенту незабаром після визнання Заходом Косово, якому Росія чинила опір. Дмитро Рогозін, посол Росії в НАТО, натякнув, що прагнення Грузії стати членом НАТО змусить Росію підтримати незалежність Абхазії та Південної Осетії. 21 березня Держдума РФ прийняла постанову, в якій закликала президента Росії та уряд розглянути питання про визнання.
Грузія почала пропонувати розміщення міжнародних миротворців у сепаратистських регіонах, коли Росія почала застосовувати більше сили щодо Грузії після квітня 2008 року. Захід започаткував нові ініціативи щодо мирного врегулювання, пропонуючи мирні пропозиції та обговорення, організовані Європейським Союзом, Організацією. з безпеки та співробітництва в Європі (ОБСЄ) та Німеччини. Сепаратисти відкинули схвалений Грузією німецький проєкт щодо Абхазії. Росія та сепаратисти не відвідали зустріч щодо Абхазії, яку підтримує ЄС. Вони також відхилили пропозицію ОБСЄ відновити переговори щодо Південної Осетії.

### Відносини між Грузією та Заходом
Однією з головних цілей президента Саакашвілі для Грузії було стати членом НАТО, що стало одним із головних каменів спотикання у відносинах Грузії та Росії.
Хоча Грузія не має значних запасів газу чи нафти, на її території знаходиться частина нафтопроводу Баку–Тбілісі–Джейхан, який постачає нафту до Туреччини. Проти будівництва газопроводу виступили Росія, Іран та країни Перської затоки. Газопровід обходить Росію та Іран. Оскільки цей нафтопровід зменшив залежність Заходу від близькосхідної нафти, нафтопровід був основним фактором підтримки Сполучених Штатів Грузії.

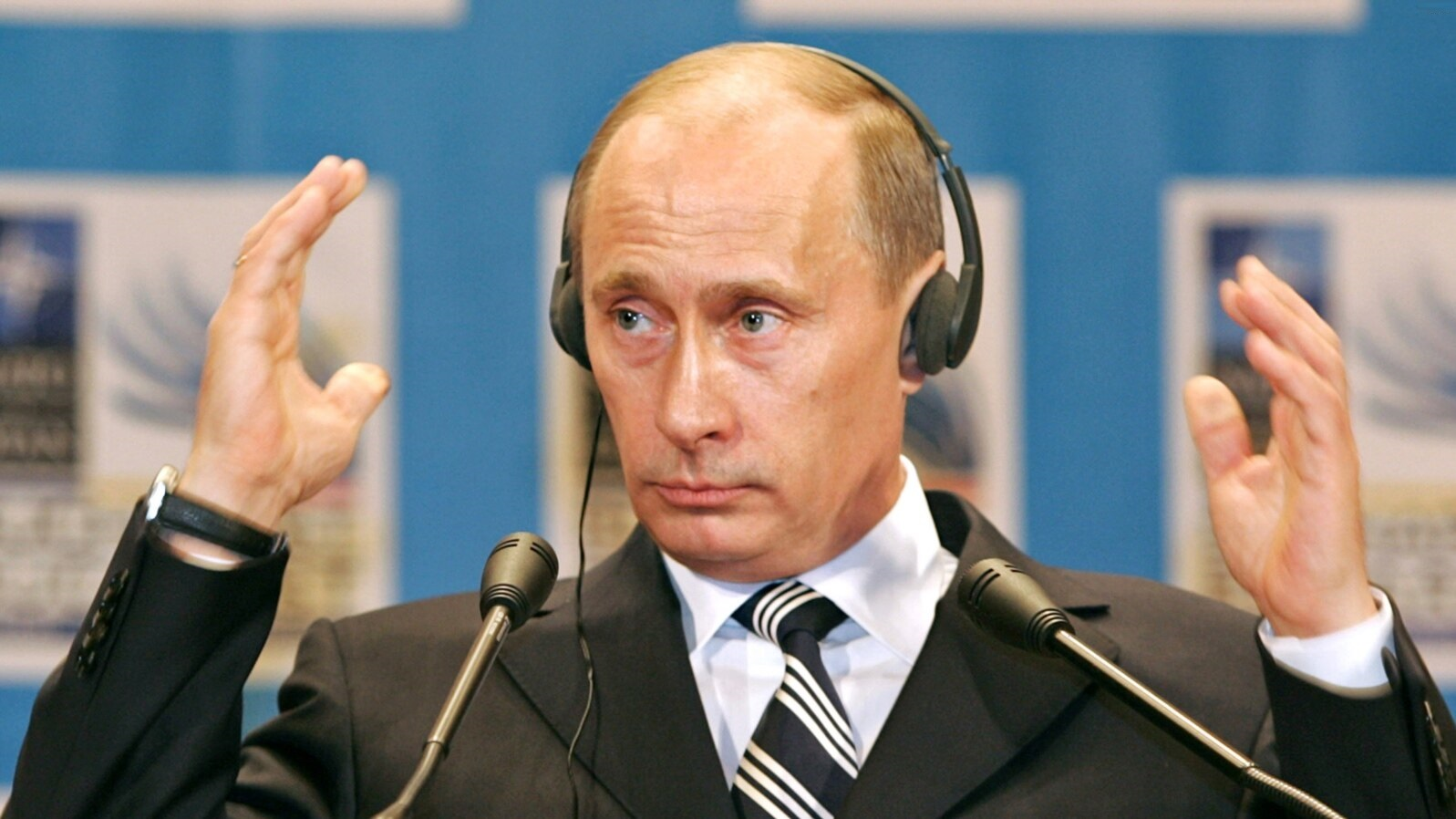
Президент Росії Володимир Путін на саміті в Бухаресті 2008 року

Під час саміту НАТО в Бухаресті у квітні 2008 року американський президент Джордж Буш виступав за пропозицію Плану дій щодо членства (ПДЧ) Грузії та Україні. Однак Німеччина та Франція заявили, що пропозиція ПДЧ Україні та Грузії буде «непотрібним злочином» для Росії. НАТО заявило, що Україна та Грузія будуть прийняті до альянсу, і пообіцяли розглянути запити щодо ПДЧ у грудні 2008 року. Під час саміту в Бухаресті перебував президент Росії Володимир Путін. На завершення саміту 4 квітня Путін заявив, що розширення НАТО на Росію «буде сприйнято в Росії як пряму загрозу безпеці нашої країни». Після саміту в Бухаресті ворожість Росії посилилася, і Росія почала активно готуватися до вторгнення в Грузію. Начальник Генерального штабу Збройних сил Росії Юрій Балуєвський заявив 11 квітня, що Росія на додаток до військових дій, щоб заблокувати членство колишніх радянських республік в НАТО, зробить «кроки іншого характеру». Генерал Балуєвський визнав у 2012 році, що після того, як президент Путін вирішив напасти на Грузію до інавгурації Дмитра Медведєва на посаду президента Росії в травні 2008 року, військові дії були сплановані і чіткі накази були віддані заздалегідь до серпня 2008 року. Росія прагнула зупинити вступ Грузії до НАТО, а також для «зміни режиму».

## Прелюдія
22 січня 2006 року на російській території впритул до грузинського кордону відбулися два вибухи на газогонах внаслідок яких до Грузії було припинено постачання природного газу. Восени 2006 року на власному референдумі мешканці регіону підтвердили свій намір відокремитися від Грузії. Попри це, референдум був визнаний неправовим і незалежність регіону не була визнана жодною країною світу. За мандатом СНД в регіоні розташовані миротворці з трьох сторін конфлікту: Росії, Грузії та Південної Осетії. Стосункі між Цхінвалі та Тбілісі у великій мірі залежали від ставлення Росії до конфлікту та уряду Грузії. Зокрема, Росія надала громадянство більшості мешканців регіону всупереч протестам з Тбілісі. З приходом до влади президента Михайла Саакашвілі, було зроблено декілька спроб домовитися з урядом сепаратистів у Цхінвалі, однак перемови не дали позитивного результату. Низка оглядачів пов'язують провал спроб інтеграції Південної Осетії та загострення конфлікту з наміром Грузії приєднатися до НАТО та негативним ставленням до цього російської влади.
В липні 2006 року відбувся кофлікт в Кондорській ущелині, в ході якого повинна була відбутися заміна нерегулярного грузинського ополчення на армійські частини, в ході якого ополчення відмовилося визнавати владу Тбілісі. Армія швидко розбила повстанців а їх лідер втік до Росії. 25 липня 2006 року Грузія звинуватила Росію в організації терористичного акту 1 лютого внаслідок якого загинуло троє грузинських поліцейських. 28 серпня з боку самопроголошеної Південної Осетії відбувся обстріл грузинського урядового гелікоптера Мі-8. У вересні Грузія затримала чотирьох російських військовослужбовців із звинуваченням у шпигунстві та вислала їх 2 жовтня 2006 року. У відповідь Росія суттєво скоротила дипломатичне представництво, відкликала посла, здійснила евакуацію дипломатичного персоналу, військовослужбовців та членів їх сімей, перевела угруповування російських військ в Грузії на посилений режим, а також припинила усі види транспортного та поштово зв'язку між Росією та Грузією. Російська Федерація почала тиск на Грузію через торгівельні війни а також депортацію грузин які проживали на території РФ. Також посилися обстріли та провокації з боку контрольованих Росією сепаратистських територій.
12 березня 2007 року Грузія звинуватила Росію в обстрілі її позицій у Кондорській ущелині. 6 серпня Грузія звинуватила Росію в порушенні повітряного простору та обстрілі своєї території ракетами.

### Квітень-липень 2008 року

Ситуація в Грузії до війни

16 квітня 2008 року офіційні зв'язки між російською владою та сепаратистами в Абхазії та Південній Осетії були санкціоновані указом президента Росії Володимира Путіна. Були також визнані законодавчі документи, створені сепаратистами, та акредитовані сепаратистами органи. Після сесії Ради Безпеки ООН 23 квітня, скликаної на вимогу Грузії, Сполучені Штати, Велика Британія, Франція та Німеччина заявили в декларації: «Ми закликаємо Російську Федерацію скасувати або не виконувати своє рішення». Однак посол Росії в ООН Віталій Чуркін назвав це «важким завданням».
Грузинський розвідувальний безпілотник, який літав над Абхазією, був збитий російським військовим літаком 20 квітня. Однак Росія заперечує відповідальність за інцидент, а Абхазія стверджує, що БПЛА збив «Л-39 ВПС Абхазії». Посол Росії в НАТО Дмитро Рогозін заявив про напад МіГ-29 НАТО. Генеральний секретар НАТО Яап де Хооп Схеффер прокоментував, що «він з'їсть свою краватку, якби виявилося, що МіГ-29 НАТО чарівним чином з'явився в Абхазії і збив грузинський безпілотник». 26 травня розслідування Місії спостерігачів Організації Об'єднаних Націй у Грузії (UNOMIG) дійшло висновку, що відповідальність за збиття був російський військовий літак, МіГ-29 або Су-27.
Наприкінці квітня російський уряд заявив, що Грузія збирає 1500 військовослужбовців і поліцейських у районі верхньої Кодорської ущелини і планує «вторгнутися» в Абхазію, а також що Росія «відплатить» наступу Грузії та розмістила більше військових у сепаратистських регіонах. Будь-яке посилення в Кодорській ущелині або поблизу абхазького кордону жодною зі сторін не було підтверджено МООННГ.
На початку травня кількість російських миротворців, розгорнутих в Абхазії, зросла до 2542 осіб. Але чисельність російських військ залишалася нижче 3000 військовослужбовців, введених рішенням глав держав СНД від 1994 року. Грузія продемонструвала BBC відеозаписи, зняті дроном, які нібито доводять, що російські війська використовували важке озброєння в Абхазії і були бойовими, а не миротворцями; Росія відкинула звинувачення. 15 травня Генеральна Асамблея Організації Об'єднаних Націй ухвалила пропозицію, яка закликає повернути всіх вигнаних і вигнаних людей до Абхазії. Росія виступила проти пропозиції, яку виступає грузин. У МЗС Росії заявили, що резолюція є «контрпродуктивним кроком».
31 травня Росія розгорнула залізничні війська для ремонту залізничної колії в Абхазії. За даними російського Міноборони, залізничні війська не були озброєні. Грузія заявила, що розвиток подій є «агресивним» актом. 5 червня Європейський парламент ухвалив резолюцію, яка засуджує введення російських військ в Абхазію. У резолюції зазначалося, що миротворчу структуру слід змінити, оскільки Росія більше не є неупередженим гравцем. Російські залізничні війська почали виведення з Абхазії 30 липня після участі у відкритті залізниці. Стаціонарна залізниця використовувалася для транспортування військової техніки принаймні частиною з 9000 російських солдатів, які увійшли до Грузії з Абхазії під час війни.
Наприкінці червня російський військовий експерт Павло Фельгенгауер передбачив, що Володимир Путін розпочне війну проти Грузії в Абхазії та Південній Осетії нібито в серпні. Рашист Олександр Дугін, відомий своїми міцними зв'язками з російськими військовими та розвідкою, припустив на прес-конференції в Південній Осетії 30 червня, що існування грузинських анклавів у Південній Осетії було останньою перешкодою для визнання, і Південна Осетія повинна вирішити цю проблему. Він також заявив, що незалежність Південної Осетії заблокує членство Грузії в НАТО і визнання має відбутися до грудня 2008 року. На початку липня «Кавказ-центр» повідомляв, що у чеченських сепаратистів є дані розвідки про те, що Росія готувала військову операцію проти Грузії у серпні-вересні 2008 року, яка переважно мала на меті вигнання грузинських військ з Кодорської ущелини; за цим відбулося б вигнання грузинських частин і населення з Південної Осетії.
На початку липня умови в Південній Осетії загострилися, коли 3 липня внаслідок вибухів був убитий чиновник південноосетинських сепаратистів, а через кілька годин у результаті невдалого замаху на Дмитра Санакоєва, лідера підтримуваного Грузією осетинського уряду, було поранено трьох поліцейських.
5 липня Росія почала масштабні військові навчання під назвою Кавказ 2008. 7 липня четверо грузинських військовослужбовців були захоплені південноосетинськими сепаратистами. Наступного дня грузинським правоохоронним органам президент наказав організувати звільнення солдатів. 8 липня над Південною Осетією пролетіли чотири літаки ВПС Росії. Запланований візит Кондолізи Райс, держсекретаря США, до Грузії на наступний день майже збігся з часом польоту. Грузія викликала свого посла в Росії після того, як Росія визнала, що її літаки летіли в повітряному просторі Грузії, щоб «дати гарячим головам у Тбілісі охолонути», після чого Грузія відкликала свого посла з Росії. Це був перший раз у 2000-х роках, коли Росія зізналася в обльоті Грузії.
15 липня Сполучені Штати і Росія розпочали дві паралельні військові навчання на Кавказі, хоча Росія заперечувала, що ідентичний час був навмисним. Спільні американо-грузинські навчання отримали назву «Негайне реагування 2008», у них також брали участь військовослужбовці з України, Азербайджану та Вірменії. У навчаннях, які завершилися 31 липня, взяли участь 1630 військовослужбовців, у тому числі 1000 американських військовослужбовців. Головною точкою спільних навчань були дії по боротьбі з повстанцями. Грузинська бригада була підготовлена для служби в Іраку. Російські навчання отримали назву «Кавказ 2008» і в них брали участь підрозділи Північно-Кавказького військового округу, в тому числі 58-а армія. Навчання включало навчання на допомогу миротворчим силам, які дислокуються в Абхазії та Південній Осетії. Під час навчань вийшла брошура «Солдат! Знай свого ймовірного ворога!» був поширений серед російських солдатів. У брошурі описувалися збройні сили Грузії. Російські війська залишилися біля кордону з Грузією після завершення навчань 2 серпня, замість того, щоб повернутися до своїх казарм. Пізніше Дейл Херспрінг, експерт з російських військових справ з Університету штату Канзас, описав російські навчання як «саме те, що вони виконали в Джорджії всього кілька тижнів потому […] як повну генеральну репетицію».

## Військові дії

### Початок конфлікту

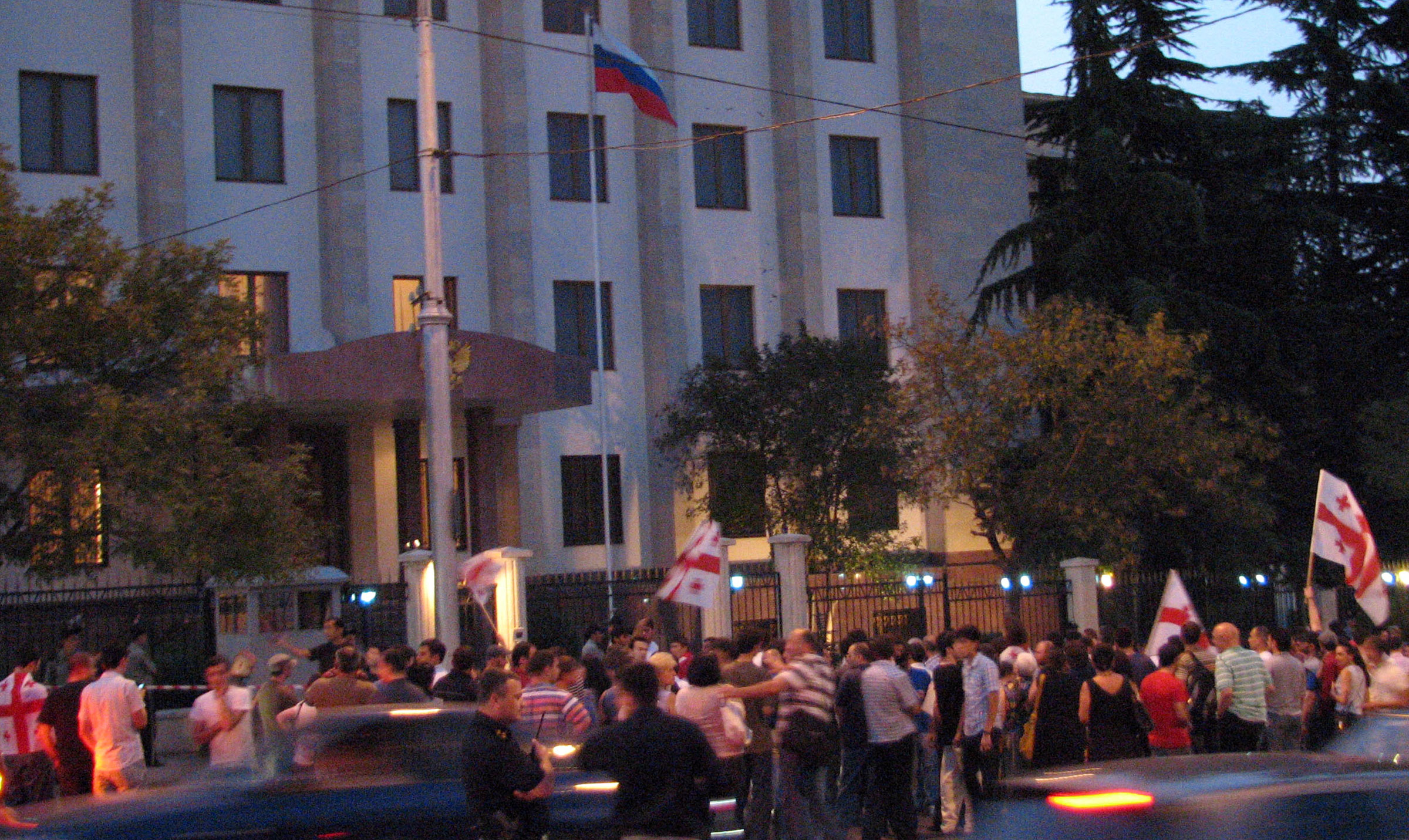
Акції протесту перед посольством Росії у Тбілісі.

О 8:00 1 серпня на дорозі поблизу Цхінвалі спрацював саморобний вибуховий пристрій і влучив у вантажівку грузинської поліції, поранивши п'ятьох офіцерів грузинської поліції. У відповідь грузинські снайпери обстріляли позиції південної Осетії, вбили чотирьох осетинів і семеро поранили. Згідно з більшістю повідомлень, відповідальність за підрив, який ознаменував початок бойових дій, були південні осетини.
1 серпня південноосетинські сепаратисти почали інтенсивно обстрілювати грузинські села. Це змусило грузинських миротворців та військовослужбовців у цьому районі відкрити вогонь у відповідь. У ніч з 1 на 2 серпня відбувся обмін гранатами та мінометами. Всього осетинів загинуло шість, а поранених тепер п'ятнадцять, серед них декілька цивільних; грузинські втрати — шість поранених мирних жителів і один поранений поліцейський. За даними місії ОБСЄ, цей інцидент став найгіршим спалахом насильства з 2004 року. 2–3 і знову 3–4 серпня стрілянина відновилася вночі. Угода про припинення вогню 1992 року була порушена артилерійськими обстрілами осетин.
3 серпня заступник міністра оборони Росії Микола Панков провів конфіденційну зустріч із сепаратистською владою в Цхінвалі. Того ж дня почалася евакуація осетинських жінок і дітей до Росії. За словами дослідника Андрія Ілларіонова, південноосетинські сепаратисти евакуювали понад 20 тисяч мирних жителів, що становило понад 90 відсотків мирного населення майбутньої зони бойових дій. 4 серпня «президент» Південної Осетії Едуард Кокойти заявив, що близько 300 добровольців прибули з Північної Осетії для боротьби з грузинами, а ще тисячі очікуються з Північного Кавказу. 5 серпня представник президента Південної Осетії в Москві Дмитро Медоєв заявив, що Південна Осетія розпочне «рейкову війну» проти Грузії. Зруйнувати село Нулі наказав міністр внутрішніх справ Південної Осетії Міндзаєв. Влада Грузії організувала екскурсію для дипломатів і журналістів, щоб продемонструвати збитки, ймовірно, завдані сепаратистами. Того дня посол Росії за особливими особами Юрій Попов заявив, що його країна буде залучена до конфлікту на боці Південної Осетії. Близько 50 російських журналістів приїхали до Цхнівалі, щоб дізнатися, «що сталося». Проурядова російська газета 6 серпня повідомила: «Донські козаки готуються до бою в Південній Осетії». «Независимая газета» повідомила, що 6 серпня російські військові розгортаються на кордоні з Грузією і що «безсумнівно, що Росія таким чином демонструє рішучість захистити своїх громадян у Південній Осетії. До тих пір, поки не буде проведена операція із забезпечення миру». Увечері 6 серпня спроба Саакашвілі зв'язатися з президентом Росії щодо конфлікту була стримана МЗС Росії, яке заявило: «час президентських переговорів ще не настав».
7 серпня президент Саакашвілі виступив по телебаченню із заявою стосовно протистояння навколо Цхінвалі, обіцяв автономію Осетії, амністію учасникам боїв та проголосив одностороннє припинення вогню. Попри це, вночі продовжилися обстріли грузинських сіл, що призвело до повномасштабного наступу грузинських сил на позиції сепаратистів, що було охарактеризоване як спроба «відновити конституційний лад на частині території Грузії». О 23:00 того ж дня «президент» Південної Осетії Едуард Кокойти заявив про початок штурму Цхінвалі грузинською стороною. Від 00:30 восьмого серпня до 17:30 дев'ятого серпня Цхінвалі обстрілювали 18 реактивних систем залпового вогню «Град». У проміжках між ракетними ударами у місто з боків с. Хетагурово та с. Ергнеті заходили підрозділи Горійської танкової бригади, 2-ї, 3-ї, 4-ї піхотних бригад Міністерства оборони Грузії, з боку с. Тамарашені — спецназ Міністерства внутрішніх справ Грузії. За словами грузинських високопосадовців, рішення атакувати Цхінвалі було прийнято тільки тоді, коли колона російської військової техніки почала заходити у Південну Осетію через Рокський тунель. «Почався штурм Цхінвалі», — сказав він по телефону близько 23:00 (за київським часом). «Цхінвалі обстрілюється з установок Град, гаубиць і великокаліберних мінометів», — заявив Кокойти. О 4:45 ранку 8 серпня міністр уряду Грузії Тимурі Якобашвілі заявив, що грузинські війська контролювали значні території регіону і майже вибили сепаратистів із столиці автономії. Цього ж дня грузинський бригадний генерал Мамука Курашвілі озвучив позицію грузинської сторони «зачистити Цхінвалі від кримінальних елементів».

### Пряме військове втручання Росії
8 серпня 2008 року прем'єр-міністр Росії Володимир Путін, а пізніше і президент Дмитро Медвєдєв засудили вторгнення Грузії в Південну Осетію. Вже о 10 годині ранку за місцевим часом того ж дня російські літаки почали атаки на грузинські позиції біля міст Цхінвалі та Горі. Втім ще вранці 7 серпня Росія почала перекидати свої війська до Південної Осетії.
Грузія в односторонньому порядку припинила наступ, аби дати можливість цивільному населенню залишити зону військових дій[джерело?]. Своєю чергою уряд Південної Осетії заявив про загибель 1400 осіб, переважно цивільного населення регіону. Тим часом до Південної Осетії вводилися регулярні війська Російської Федерації загальною кількістю близько 150 танків та іншої техніки. До кінця 8 серпня російські війська та осетинські загони контролювали великі частини Цхінвалі, а російська авіація продовжувала бомбардувати військові бази поблизу Тбілісі та знищувати грузинські літаки. Також відбулися безпосередні зіткнення між російськими та грузинськими військами в районі військових дій навколо Цхінвалі.

### Ескалація конфлікту

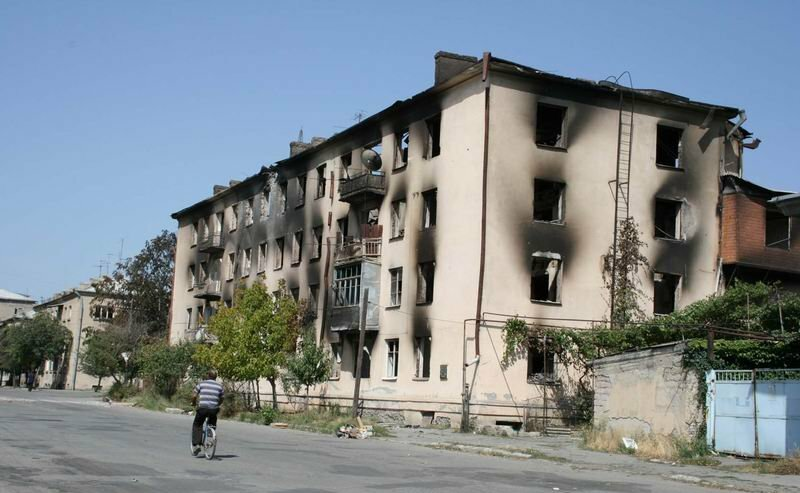
Постраждалі будинки у Цхінвалі.

У ніч з 8 на 9 серпня та зранку тривали бої між грузинськими та російськими військами навколо столиці Цхінвалі. В той же час надійшли дані про бомбардування російською авіацією грузинського порту Поті на чорноморському узбережжі країни. Бомбардуванню також піддавалися військові бази у різних містах Грузії, зокрема у м. Горі були розбомблені житлові будинки, де загинуло близько 60 мирних жителів. Також на підсилення російських військ до Південної Осетії почали прибувати десантні підрозділи та загони спецназу, зокрема формування 76-ї та 98-ї повітряно-десантних дивізій. Вже близько 8 години ранку російська сторона заявила про захоплення Цхінвалі — ця інформація заперечувалася грузинською стороною, яка наполягала на тому, що грузинські війська все ще контролювали частини столиці автономії. Грузія також повідомила про 10 збитих російських літаків, однак Росія визнала втрату тільки двох. Постфактум Росія визнала втрату шести літаків, три з яких були уражені силами російської ППО: три штурмовики Су-25, бомбардувальник Ту-22М3 і два фронтових бомбардувальники Су-24М.
Основна битва в перші дні розгорнулася за повітря Грузії. Система ППО Грузії чинила запеклий опір російським літакам — і вона ж служила головною метою повітряних ударів. Після того, як російській авіації вдалося знищити основні радари і протиповітряні оборонні комплекси грузин, і вона цілком оволоділа небом над Грузією, організований збройний опір вторгненню фактично припинився. Російські військові підрозділи без спротиву висунулися на визначені для себе рубежі. Грузинське командування відвело свої частини і стало готуватися до оборони Тбілісі.
Ескалація конфлікту перекинулася на інший сепаратистський регіон, Абхазію, де загони невизнаної республіки та російські найманці (в російській пресі — «добровольці») почали атаки на грузинські позиції у Кодорській ущелині. У той самий день за поданням президента Саакашвілі грузинський парламент схвалив постанову про «стан війни» в Грузії (фактично було оголошено воєнний стан вдруге після Другої світової війни) на період 15 днів. Президент Грузії також запропонував припинення вогню між сторонами та відвід військ, однак ця пропозиція була відхилена Росією, яка наполягала на виводі грузинських військ з Південної Осетії як передумови для припинення вогню. Раді Безпеки ООН також не вдалося ухвалити рішення щодо вирішення цього конфлікту, а Росія заявила, що проводить «операцію із примушення Грузії до миру».
Ситуація значно погіршала 11 серпня, коли Росія розширила діапазон своїх атак не тільки на об'єкти у безпосередній близькості від театру бойових дій, але й почала наступ на місто Ґорі на шляху до Тбілісі та захопила грузинські міста Зугдіді і Сенакі на заході країни. Також російські війська захопили центральну трасу, яка сполучає східну та західну Грузію. З наближенням фронту до Тбілісі в місті почалася паніка і мешканці почали тікати з району бойових дій. Михайло Саакашвілі намагався заспокоїти населення і запевнив, що грузинські війська готові до оборони столиці. Тим часом, Росія повідомила, що не має наміру атакувати Тбілісі.

### Участь Чорноморського флоту Росії
В конфлікті безпосередню участь взяла група кораблів російського флоту на чолі з флагманом ракетним крейсером «Москва», загін включав великі десантні кораблі «Ямал» і «Саратов», та інші. Морська піхота Чорноморського флоту зайняла головний порт Грузії Поті і знищили на рейді всі грузинські катери і кораблі, які мали військове маркування, включно з прикордонними, заклавши в них вибухівку.
Ще 10 серпня Україна застерігала російську сторону від участі кораблів Чорноморського флоту РФ в конфлікті навколо Південної Осетії. Заява МЗС України наголошувала «З метою запобігання виникненню обставин, при яких Україна може бути втягнута в збройний конфлікт і військові дії через участь в них військових формувань ЧФ РФ, який тимчасово базується на території України, українська сторона залишає за собою право, згідно з нормами міжнародного права і законодавства України, заборонити повернення на територію України до вирішення конфлікту кораблів і суден, які можуть взяти участь у вищезгаданих діях». Проте українська сторона згодом визнала, що міждержавні угоди, які регламентують перебування російського флоту в Україні, не містять обмеження на військове застосування флоту.

## Угода про припинення вогню

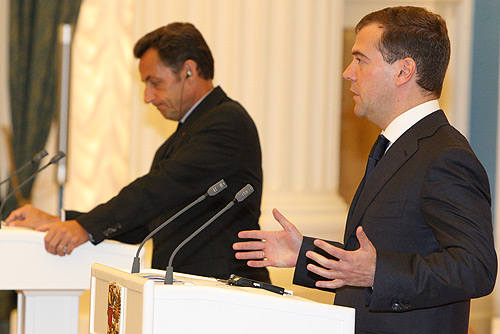
Прес-конференція Медведєва і Саркозі після переговорів щодо шестипунктового плану перемир'я

10 серпня грузинські війська заявили про відвід військ з Цхінвалі і про одностороннє припинення вогню. Михеїл Саакашвілі підписав план перемир'я, запропонований Євросоюзом, ініціативу взяла на себе головуюча в ЄС Франція. Домовленості домігся у Тбілісі французький міністр закордонних справ Бернар Кушнер, який, пізніше відвідав Москву і мав перемови з російським президентом Медвєдєвим.
12 серпня до миротворчого процесу долучився також президент Франції Ніколя Саркозі, який запропонував шість пунктів плану з мирного врегулювання. Він також заручився підтримкою президента Грузії та Росії щодо цього плану, згідно з яким, кожна із сторін зобов'язалася:
1. остаточно припинити всі воєнні дії;
2. забезпечити вільний доступ гуманітарної допомоги;
3. повернути збройні сили Грузії в місця постійної дислокації;
4. повернути збройні сили РФ на лінію, що передувала початку бойових дій, а до створення міжнародних механізмів, прийняття російськими миротворцями додаткових заходів безпеки;
5. розпочати міжнародне обговорення питання майбутнього статусу Південної Осетії й Абхазії, а також шляхів забезпечення їхньої безпеки.[158]

У попередньому плані був пункт про міжнародне обговорення майбутнього статусу невизнаних республік, проте, за проханням Грузії він був дещо змінений. Ця угода отримала назву «план Саркозі», в Росії її назвали «план Медведєва-Саркозі». Москва не вступала в прямий переговорний процес з Тбілісі, бо там обрали шлях ігнорування Михайла Саакашвілі. Всі перемовини фактично проводилися за посередництва французької сторони.

### Окупація грузинських територій
11 серпня президент Медведєв заявив «Значна частина операції з примушення Грузії до миру завершена». В російській пропагандистській термінології вторгнення до Грузії називалося «примушенням до миру». Наступного дня прем'єр Путін скоригував заяву президента, зазначивши, що «Росія доведе свою миротворчу місію до логічного завершення».
Попри підписані 12 серпня угоди, російські війська стали активно просуватися вглиб грузинської території. Зокрема, були зайняті міста Горі, Сенакі, Поті, перерізана дорога, що сполучає західну і східну Грузію. На дорогах були встановлені блок-пости. Росія в конфлікті задіяла серйозні стратегічні озброєння, зокрема військові завдання виконував бомбардувальник Ту-22, через Рокський тунель була доставлена ракетна система «Точка-У». На стокілометровій ділянці дороги між Тбілісі і Горі 16-17 серпня спостерігалося пересування в бік грузинської столиці колони важкої техніки: «Урали» з піхотою і установками «Град», САУ, танки і БМП. Заступник голови Генштабу РФ генерал Ноговіцин 17 серпня сказав на прес-конференції, що росіяни спостерігають як грузинські війська концентруються навколо Тбілісі.
16 серпня був підірваний залізничний міст в селі Гракалі. Ця магістраль не тільки сполучає схід і захід Грузії, але і є єдиним зв'язком з світом для сусідньої Вірменії. Вибухом знищений цілий проліт моста: бетонна опора звалилася, рейки вигнулися дугою. Російські війська потопили грузинські кораблі в порту Поті, знищили цивільну РЛС на горі Махата у Тбілісі і горійську військову базу, узяли під охорону об'єкти Інгурської ГЕС. Свої дії росіяни пояснювали необхідністю «створити силами миротворців зону безпеки» довкола Південної Осетії та Абхазії.
Пізніше в інтерв'ю Newsweek президент Польщі Лех Качинський заявив, що під час конфлікту росіяни хотіли змістити грузинський уряд. За словами Качиньського, тільки його втручання і «втручання президентів Литви, Латвії і Естонії, а також деяку участь Сполучених Штатів примусило втрутитися НАТО і — з найменшим бажанням — Європейський союз, не дозволили російським зайти так далеко».
26 серпня Росія визнала незалежність Абхазії та Південної Осетії, відповідний указ видав президент Дмитро Медведєв. Водночас російські війська залишалися на території Грузії. План Саркозі де-факто не виконувався Росією.

### Нова подорож Саркозі до Москви
8 вересня Ніколя Саркозі був змушений знову приїхати до Москви, яка ігнорувала підписану угоду і своїми діями фактично творила нову реальність. Попри своє засудження дій Москви, Європа виявилася неготовою до жорсткого протистояння, і Саркозі врятував угоду свого імені вже під диктовку Кремля, бо території Південної Осетії і Абхазії де-факто вилучалися з тексту раніше підписаних документів.
Нові умови проголошували: «Через тиждень будуть зняті блокпости між Сенакі і Поті. Через місяць — повне виведення російських військ з грузинської території поза Південною Осетією і Абхазією. 1 жовтня в зоні грузино-південноосетинського конфлікту будуть розміщені 200 спостерігачів ЄС, потім їх число може бути збільшене». 15 жовтня 2008 року в Женеві повинні початися міжнародні дискусії з приводу Південній Осетії і Абхазії. Французький президент ще раз заявив, що ЄС засуджує одностороннє визнання незалежности Південної Осетії і Абхазії. «Не Росії вирішувати, якими повинні бути межі Грузії», — сказав президент Франції.
В інтерв'ю The Financial Times генеральний секретар НАТО Яап де Хооп Схеффер назвав «неприйнятною» цю угоду між керівництвом Європейського Союзу і Росії, бо переглянута угода передбачає дуже великі поступки Росії. Зокрема, генсек НАТО виступив проти присутности російських військ в Абхазії і Південній Осетії — таким чином було прямо порушено попередню угоду президента Саркозі з шести пунктів, яка передбачала повернення до статус-кво, що мав місце до початку конфлікту. «Перебування російських сил в Південній Осетії і Абхазії неприйнятне».

## Дислокація російських військ у Абхазії та Південній Осетії

Російські військові бази в Цхінвальському Регіоні Грузії

На території Абхазії та Південної Осетії перебуватимуть не миротворчі сили РФ, а регулярні війська, заявив міністр закордонних справ Росії Сергій Лавров. Міністр оборони РФ Анатолій Сердюков повідомив, що у кожній республіці перебуватимуть по 3800 військовослужбовців. 26 серпня Росія визнала незалежність Південної Осетії та Абхазії і незабаром встановила дипломатичні відносини з цими республіками та погодила з ними проєкти договорів про дружбу, співробітництво й взаємну допомогу.
13 вересня російські формування залишили головний порт Грузії місто Поті і лінію Поті-Сенакі. 8 жовтня Росія вивела війська з самовільно встановленої «буферної зони безпеки» поблизу Південної Осетії. Того ж дня Росія заявила про «достроковий вивід військ». Проте в своїй заяві від 10 жовтня глава МЗС Франції Бернар Кушнер стверджує, що Росія вивела не всі війська з Грузії, і вони продовжують займати позиції в Ахалгорському районі.

## Гуманітарна криза

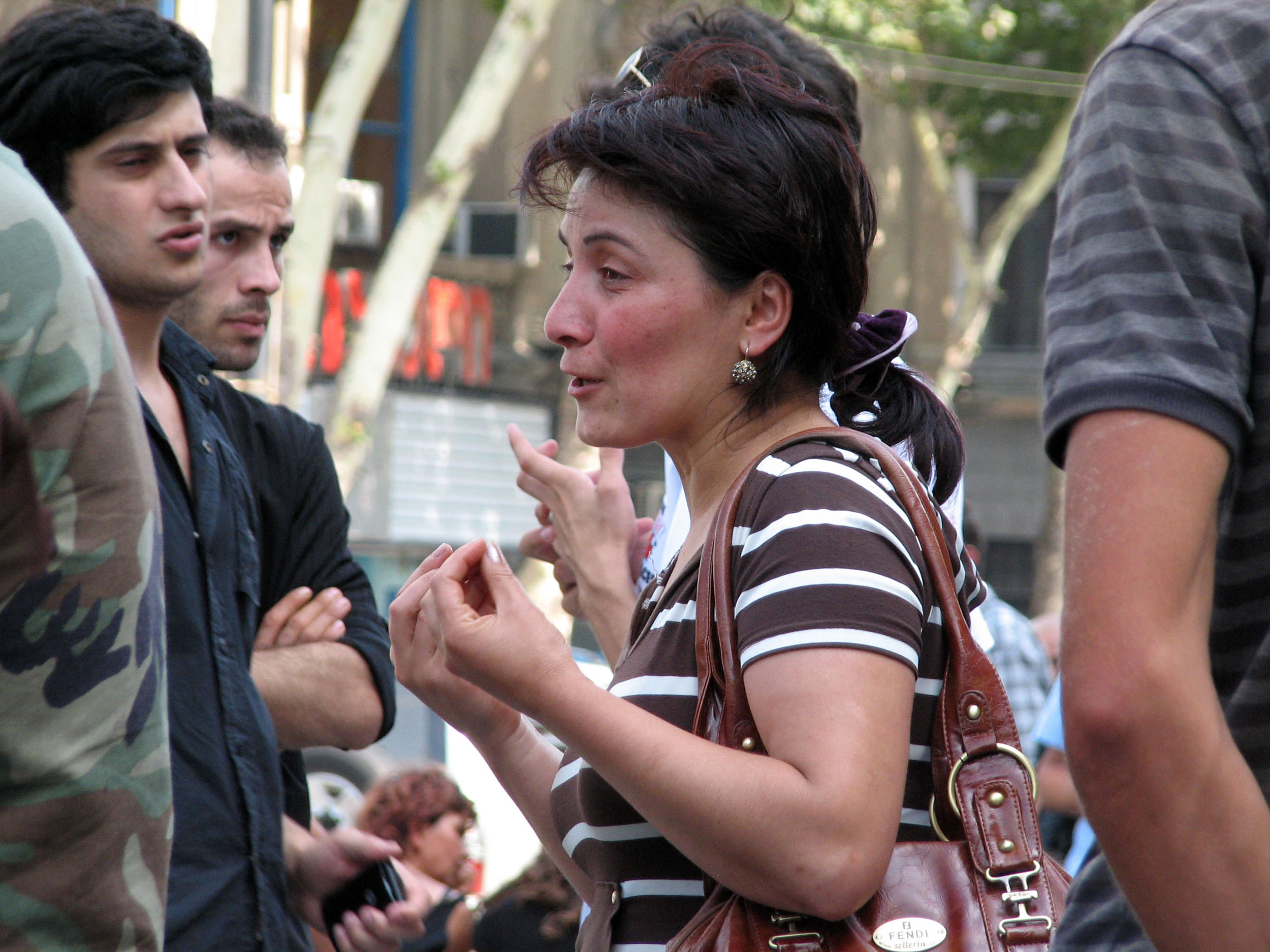
Грузинські біженці з Південної Осетії

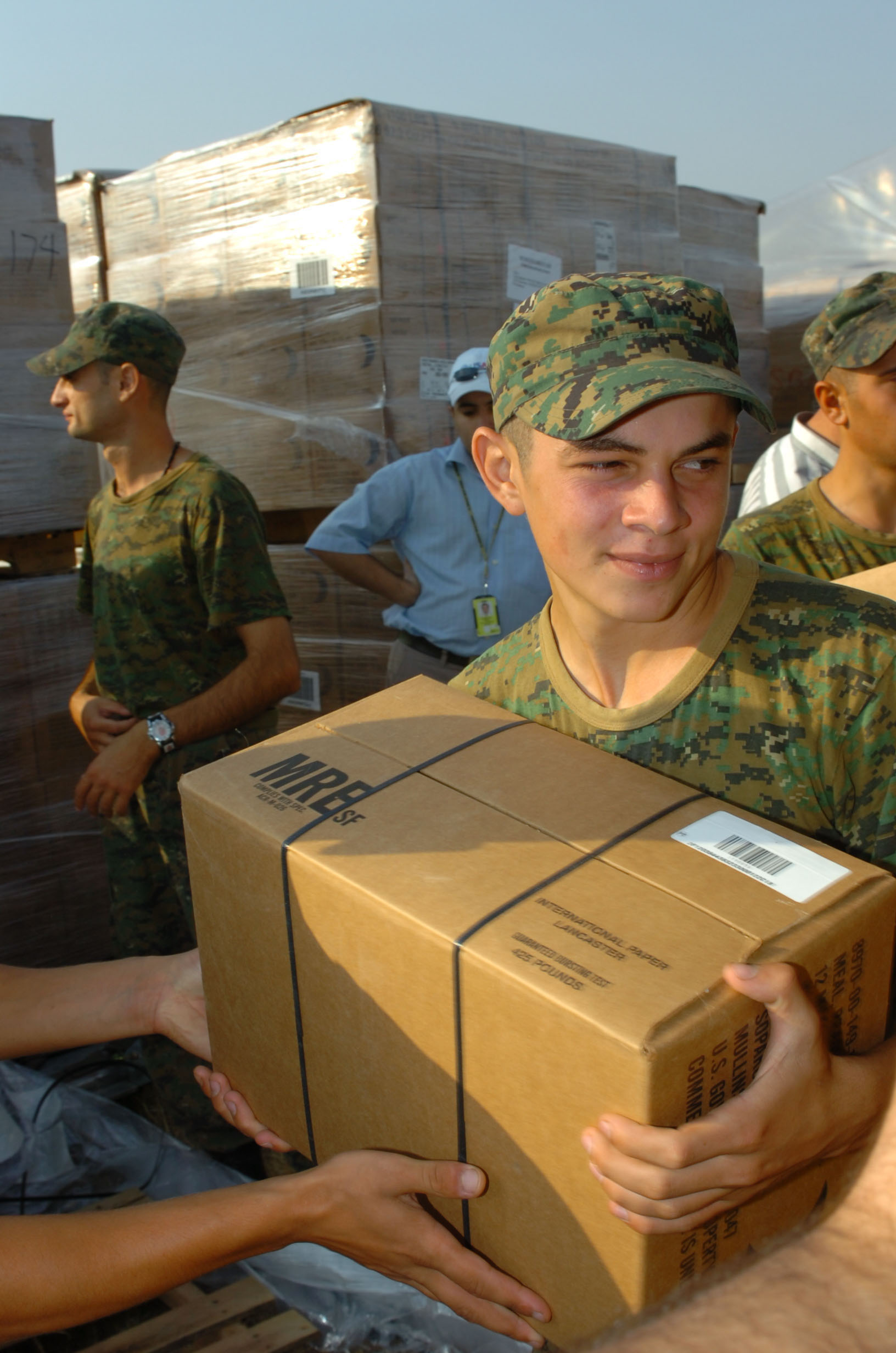
Гуманітарна допомога для Грузії

З початком військових дій з'явилася велика кількість біженців, які намагалися виїхати з небезпечних регіонів. Так, під час наступу грузинських військ на позиції осетинських сепаратистів у Цхінвалі, велика кількість мирних жителів не мала змоги залишити місто і переховувалася без їжі, води та медичної допомоги. Зокрема, з'явилися звинувачення в тому, що грузинські війська цілеспрямовано обстрілювали з артилерійських установок Цхінвалі та навколишні села, де ще знаходилася значна кількість цивільного населення. 17 серпня заступник міністра регіонального розвитку РФ Володимир Бланк заявив, що кожна десята будівля в Цхінвалі не підлягає відновленню, а 20 % отримали пошкодження різної міри. Це спростовує раніші заяви в яких говорилося що столиця автономії опинилася майже повністю зруйнованою. За твердженням осетинської сторони понад 1600 чоловік загинуло, більшість з них цивільні мешканці регіону. За даними російської слідчої групи знайдені тіла понад 60 осетинських цивільних. За даними російської сторони, яка звинуватила Грузію у геноциді, понад 34 000 біженців з Південної Осетії прибуло до Росії, міжнародні установи стверджують про 10 000 чи 20 000 біженців. В той самий час, Human Rights Watch заявила, що ситуація в зоні конфлікту навколо Цхінвалі не така, як її описують у ЗМІ, і звинуватила у дезінформації та завищенні кількості жертв.
У свою чергу, Грузія теж звинуватила Росію у цілеспрямованих нападах на цивільні об'єкти, у бомбардуванні житлових будинків у Горі та Поті та міжнародного аеропорту Тбілісі. Із загрозою наступу російських військ на столицю з'явилися біженці, які намагалися залишити Тбілісі. Осетинські підрозділи, за твердженням грузинської сторони обстрілювали грузинські села навколо Цхінвалі, що призвело до появи біженців з цих регіонів. У зв'язку з наступом російських військ було майже спустошене місто Горі — більшість мешканців стали біженцями. Очевидці звинувачували південно-осетинських повстанців у кампанії терору щодо мешканців Горі. Також лунали звинувачення у провадженні етнічних чисток з обох боків. «Президент» Південної Осетії Едуард Кокойти взагалі відверто заявив про етнічні чистки та похвалявся знищенням грузинських сіл в автономії; факт етнічних чисток у Південній Осетії був підтверджений міжнародними правозахисними організаціями.
За даними ООН з початку бойових дій в регіоні понад 118 000 людей опинилися біженцями. З них з Південної Осетії 30 000 біженців були доставлені до Північної Осетії, 15 000 евакуювалися до Грузії і понад 70 000 залишили Горі та навколишні села.

## Інформаційна війна
З першого дня протистояння наймасовіші канали розповсюдження інформації, телеканали Росії і Грузії, були змобілізовані для інформаційної підтримки військових дій. Так в Росії, де основні телеканали контролюються державою, фактично був зорганізований безперервний телемарафон, основні гасла якого повторювалися голосом сотні раз на день і весь час були виведені великими буквами на екранах. Цими гаслами були «Геноцид у Південній Осетії» та «Примушення Грузії до миру». Російське суспільство у згоді з владою країни підтримало введення військ у Південну Осетію і бойові дії на грузинській території, такі рішучі дії схвалило понад 70 % росіян.
Також, знайшлися діячі культури Росії, які підписали відкритого листа на підтримку вторгнення РФ до Грузії. Подібну практику Росія використала і пізніше, коли, наприклад, у 2014 році понад 500 діячів кільтури РФ підписали відкритого листа на підтримку позиції Путіна по Україні і Криму.
У Грузії, яка інформаційно представила себе як жертву агресії північного сусіда, зросла підтримка президента Михайла Саакашвілі.

### Кібервійна
На період війни неабияку роль відігравала об'єктивна інформація, що надходила з місця подій. Російські, грузинські та закордонні ЗМІ по різному висвітлювали інформацію, що надходила з місць подій. Справжня інформаційна війна розгорнулася в інтернеті, ще задовго до початку бойових дій. На території Грузії були відключені російські канали новин, які Грузія звинуватила у веденні інформаційної війни. Також був блокований інтернет-зв'язок сайтів з доменом «ru». Як і під час протистояння навколо Бронзового солдата у Естонії, Грузія та її установи також зазнали атак хакерів. Зокрема, був атакований сайт МЗС Грузії, де були розміщені фотографії Гітлера. Від атак хакерів інші сайти уряду республіки також не працювали. Атаки з Росії на сайти парламенту, уряду та міністерства оборони виявилися дуже організованими та масовими, блокованими виявилися навіть сайти інформаційних агентств Грузії. Хакери Росії поширювали заклик: «Хакери й блогери всіх країн об'єднуйтеся», «Сайти буде заблоковано повністю! Ніхто не зможе читати марення про те, що Росія напала на Грузію». У той самий час, Естонія, яка зазнала подібних нападів, відрядила групу експертів для допомоги Грузії.
Уряд самопроголошеної Республіки Південної Осетії також повідомив про атаки на сайти її державних установ та інформаційні агентства республіки. Організація «Репортери без кордонів» засудила ці дії.

### Засоби масової інформації
У ході конфлікту кожна із сторін намагалася представити у ЗМІ свою версію подій. Зокрема, в Україні, на думку фахівців, Росія програла інформаційну війну в інтернеті, де була різноманітна інформація з різних джерел. Понад чверть українських користувачів інтернету поділяли позицію Росії у конфлікті, тоді як більшість, навіть у російськомовних регіонах, підтримувала позицію Грузії. Дещо інша картина спостерігалася у телевізійному ефірі, де більшість засуджували напад Грузії на Південну Осетію. Водночас відзначено брак обізнаности та збалансованости репортажів на українських телеканалах і в пресі, де понад половину джерел становили російські ресурси.
Ставлення до конфлікту поляризувалося як в Україні, так і за кордоном. Із беззастережним осудом агресії виступила Грузія, її позицію підтримала низка українських політиків і міжнародних організацій, які назвали дії Росії агресією проти суверенної Грузії. Військовою агресією назвали дії Росії численні західні політики, зокрема віце-президент США Дік Чейні та президент Литви Адамкус та інші. У той самий час із підтримкою дій Росії виступили деякі міжнародні та українські політики. Зокрема агресією Грузії проти Південної Осетії назвали ці події голова КПУ Симоненко. Таке ж ставлення до конфлікту у своєму зверненні розповсюдила Верховна Рада Кримської Автономії та закликала Київ визнати Абхазію та Пв. Осетію. З осудом дій Грузії у конфлікті виступив і голова Генеральної Асамблеї ООН Мігель Брокман.
Своєю чергою Росія звинуватила західні інформаційні агентства в необ'єктивному висвітленні подій у Грузії. Вказувалося, що у інформаційних випусках новин західних ЗМІ майже повністю ігнорувалися події у Цхінвалі та руйнування міста, а натомість багато уваги приділялося коментарям грузинської сторони, зокрема Михайла Саакашвілі.
Російські ЗМІ також піддавалися критиці за цензуру щодо висвітленню подій у Грузії. Зокрема, британський журналіст Вільям Данбар звільнився на знак протесту з англомовного каналу Russia Today, де, за його словами, є цензура. За словами журналіста, йому не дозволили виходити в ефір після репортажу про бомбардування російської авіації в Грузії.

## Роль США з погляду проросійських сил
Депутат Європарламенту Джульєтто К'єза (відомий комуніст і противник США) заявив, що Саакашвілі не приймає самостійних рішень, і Грузія, по суті, є протекторатом США.
Висловлювалася думка, що ескалації конфлікту в Південній Осетії сприяли американські республіканці. Так, 28 серпня 2008 року Володимир Путін заявив в інтерв'ю телеканалу CNN, що «Республіканці в Білому домі сприяли нападу Грузії на Південну Осетію, щоб підняти рейтинг кандидата від Республіканської партії Джона Маккейна». На думку директора Інституту політичних досліджень С. А. Маркова та голови Держдуми Б. В. Гризлова, основним ініціатором воєнного конфлікту у Південній Осетії є група американських неоконсерваторів на чолі з віце-президентом США Діком Чейні.
За твердженням заступника начальника Генерального штабу Збройних сил Російської Федерації А. А. Ноговіцина, грузинська операція проти Південної Осетії мала назву «Чисте поле» і була розроблена Грузією спільно з США.
Колишній під час війни послом Грузії в Росії Еросі Кіцмарішвілі 25 листопада 2008 року заявив, посилаючись на свої джерела в грузинському уряді, що добро на початок війни в Південній Осетії дав президент США Джордж Буш.
14 серпня 2008 року уряд Венесуели розповсюдило комюніке, в якому говориться: «Цей конфлікт було сплановано, підготовлено і здійснено за вказівкою уряду Сполучених Штатів, яке, далеке від бажання сприяти відновленню миру, ставило перед собою завдання стимулювати агресію грузинського керівництва». На думку президента Венесуели Уго Чавеса, США використовували Грузії для того, щоб послабити вплив Росії до мінімуму. Перший секретар ЦК Компартії Куби Фідель Кастро також поклав на США відповідальність за війну в Південній Осетії. На його думку, військові дії з боку Грузії були б неможливі без погодження з керівництвом США.
11 серпня 2008 року журнал Newsweek писав: «Опитані Newsweek західні експерти сходяться в одному: Саакашвілі дійсно не отримував добро на реконкісти Південної Осетії військовими засобами. Швидше він прийняв за схвалення постійні дипломатичні похвали і запевнення в союзницьких почуттях. І вирішив поставити США і Європу перед вибором». Журнал навів думку експерта з Кавказу Тома де Ваала, який заявив, що Саакашвілі діяв сам, без схвалення з боку керівництва США. За словами де Ваала, в 2004 році тодішній Держсекретар США Колін Пауелл зробив Михайлу Саакашвілі «дуже різку догану, сенс якої зводився до того, що Вашингтону не потрібна війна в Південній Осетії». 12 серпня 2008 року американська газета «Нью-Йорк Таймс» з посиланням на помічника Держсекретаря США, писала, що держсекретар Кондоліза Райс під час приватного вечері з Саакашвілі 9 липня 2008 року в Тбілісі застерігала останнього від вступу у військовий конфлікт з Росією, в якому у нього немає шансів перемогти.
Під час війни в Південній Осетії військово-транспортні літаки США перекинули в Грузію розміщений в Іраку грузинський військовий контингент. За твердженням політолога Стівена Коена, віце-президент США Дік Чейні розглядав можливість відправити натовські і американські війська воювати проти Росії.

## Гуманітарний вплив і військові злочини

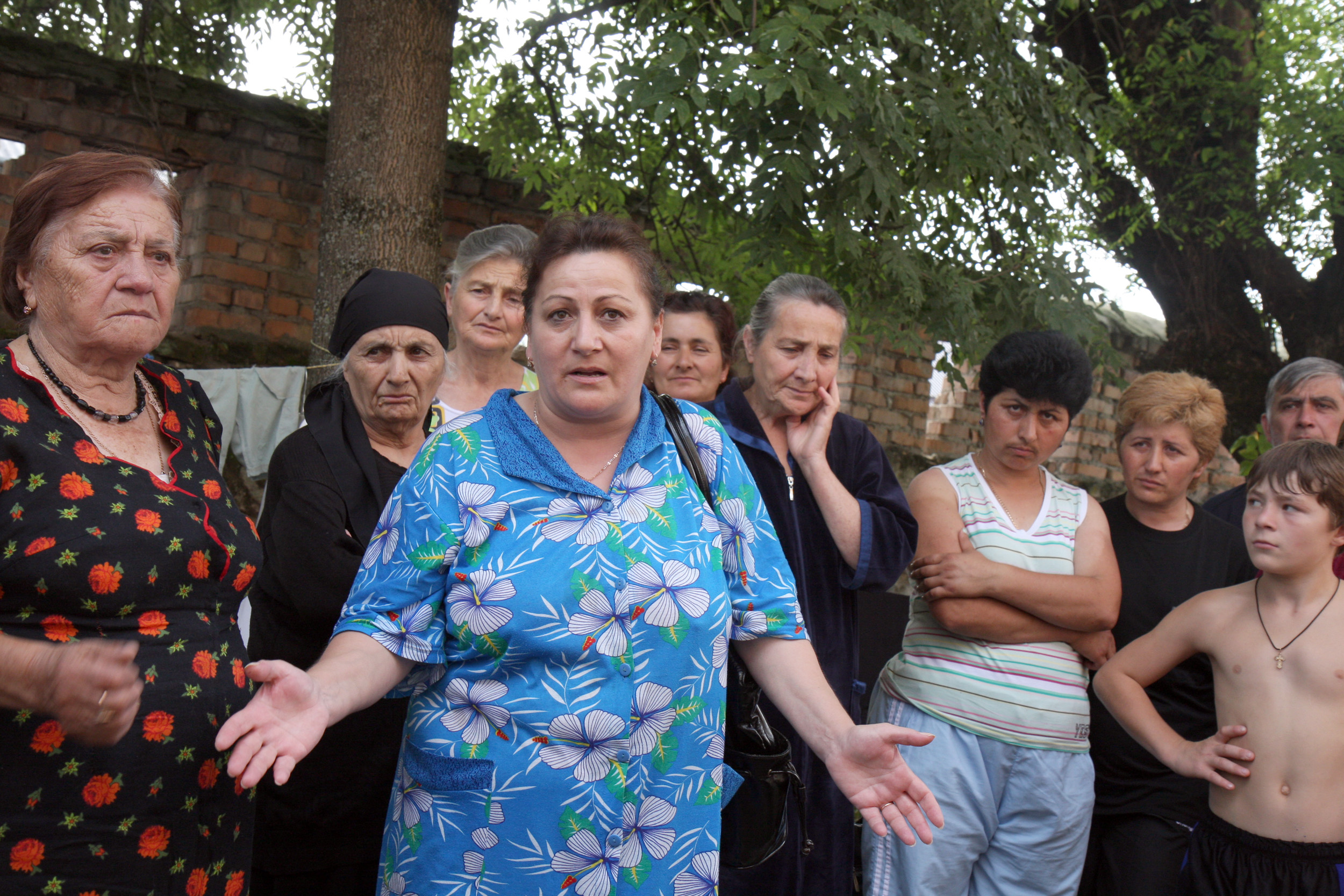
Південноосетинські біженці в таборі в Алагірі, Північна Осетія

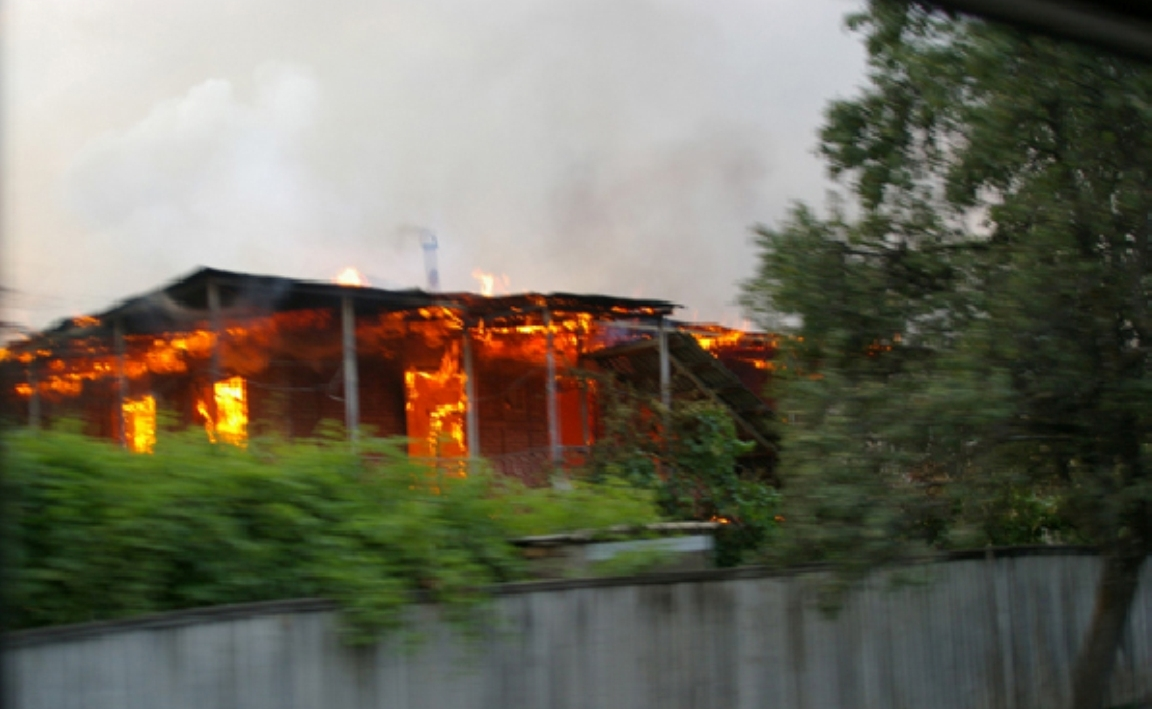
Палаючий будинок у грузинському селі Кехві, по дорозі з Цхінвалі на Яву.

Human Rights Watch (HRW) стверджує, що всі сторони війни серйозно порушили міжнародні закони, які регулюють війну, і спричинили багато смертей серед цивільного населення. HRW повідомила, що жодних доказів навмисних нападів грузинських військ на некомбатантів виявлено не було. Парламент Південної Осетини та кілька шкіл і дитячих садків використовувалися як військові пункти південноосетинскими військами та добровольчими збройними силами та обстрілювалися грузинською артилерією. Грузія заявила, що її удари спрямовані лише на «нейтралізацію вогневих позицій, звідки обстрілювали грузинські позиції». HRW задокументувала свідчення свідків використання цивільних об'єктів південноосетинськими бойовиками. Таке використання зробило цивільні об'єкти допустимими для військових цілей, і HRW прийшла до висновку, що південноосетинські бійці піддають небезпеці небойове населення, розташовуючи військові позиції поблизу чи в цивільних структурах. Грузія несе відповідальність за невибіркове застосування сили, використовуючи неточну зброю для націлення на військові цілі в цивільних районах.
Росія навмисно напала на мирних жителів Південної Осетії та Горійського району Грузії. Російські військові літаки бомбардували центри цивільного населення у власній Грузії та села етнічних грузин у Південній Осетії. Збройні ополчення займалися пограбуванням, спаленням і викраданнями людей. Напади ополченців змусили грузинських мирних жителів тікати.
Використання грузинами касетних бомб M85S та касетних бомб RBK 250 росіянами спричинило смертельні випадки серед мирного населення. Повідомляється, що Грузія двічі застосувала касетні боєприпаси, щоб вразити некомбатантів, які втікали через важливу дорогу Дзара, і зізналася, що атакувала російські війська та околиці Рокського тунелю за допомогою касетних бомб. Росія заперечує використання касетних бомб.

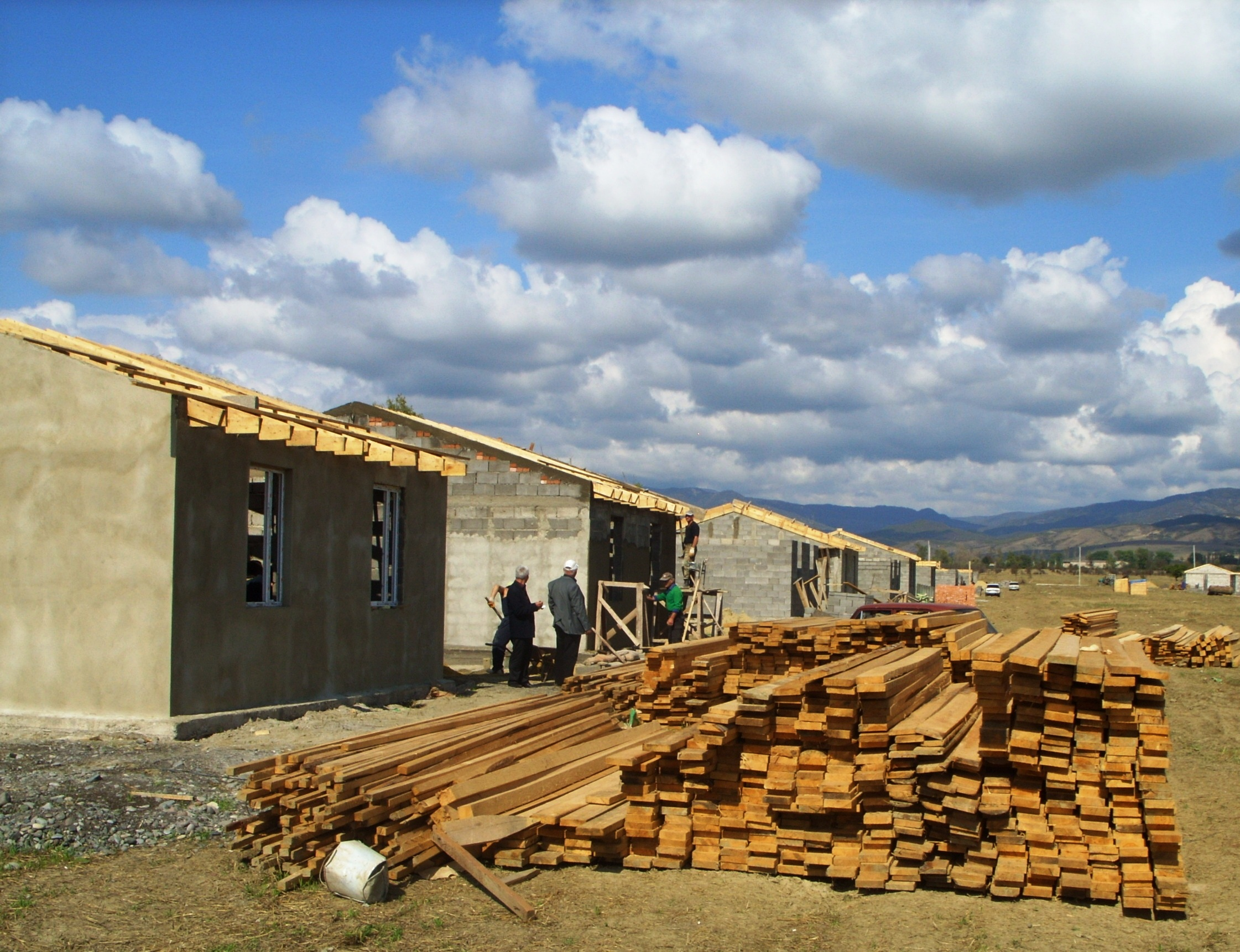
Після російсько-грузинської війни в серпні 2008 року дуже скоро розпочалося будівництво будинків для біженців (поблизу Горі, 10 жовтня 2008 року)

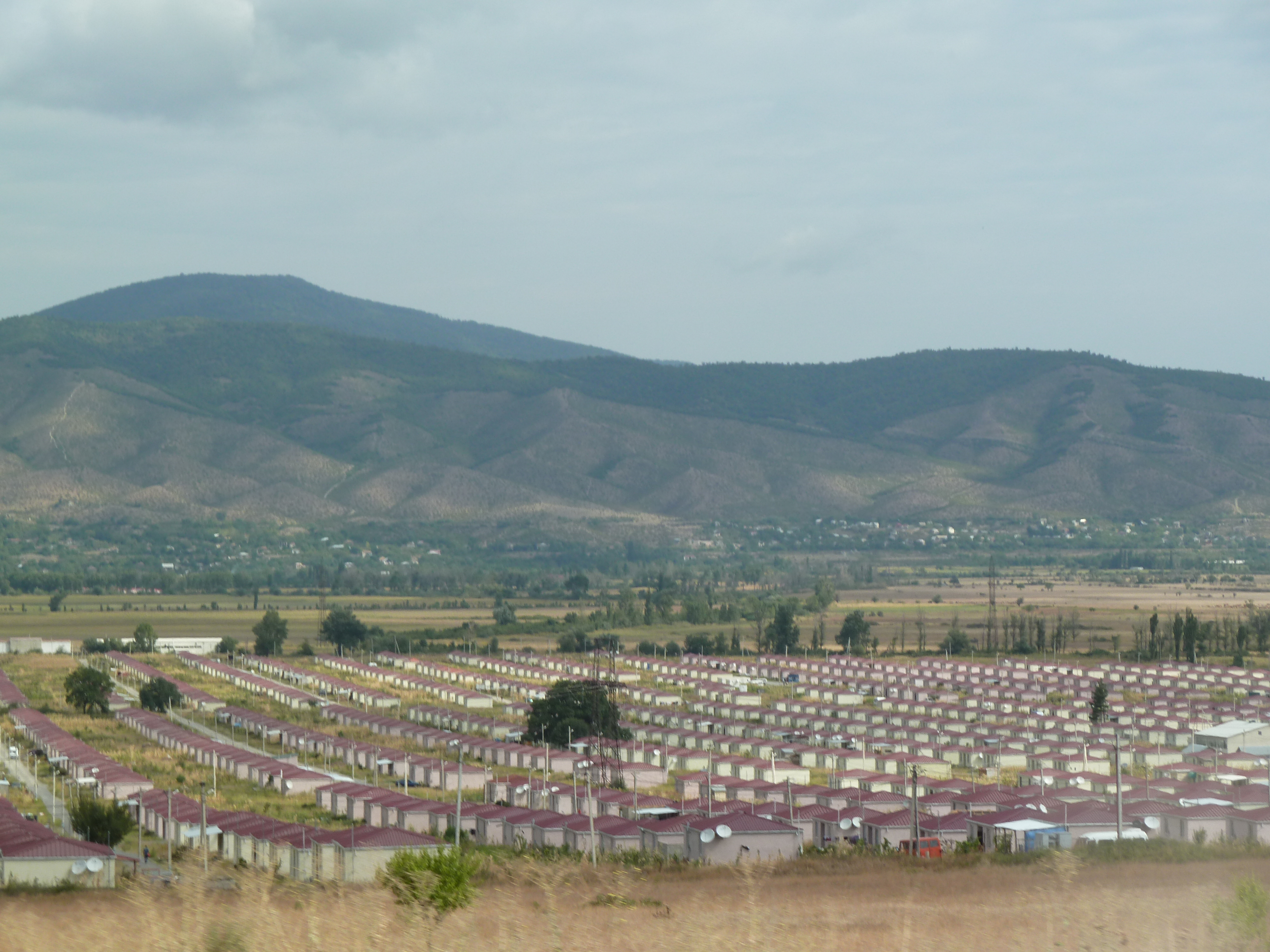
Церовані, одне із сіл, побудоване грузинським урядом для ВПО із зони конфлікту

HRW повідомила, що під час війни етнічно-грузинські села в Південній Осетії були підпалені та пограбовані південноосетинськими ополченцями. Це перешкодило поверненню 20 000 людей, вигнаних з місця після конфлікту. За даними товариства «Меморіал», села Кехві, Курта, Ачабеті, Тамарашені, Ередві, Ванаті та Авневі були «практично повністю спалені». «Президент» Південної Осетії Едуард Кокойти заявив в інтерв'ю, що грузинські села були знесені, і грузинським біженцям не дозволять повернутися. Цивільних грузин, які проживали в Ахалгорському районі і хотіли жити в Південній Осетії, примушували отримати російський паспорт. Єврокомісія заявила, що, ймовірно, під час бойових дій і після війни в Південній Осетії була здійснена етнічна чистка грузин.
Росія звинуватила Грузію у скоєнні «геноциду» в Південній Осетії. Російська влада спочатку стверджувала, що до 2000 етнічних осетинських мирних жителів Цхінвалі були вбиті грузинськими військами; За словами Росії, причиною участі Росії в конфлікті в Грузії стала велика кількість загиблих. На громадську думку осетин вплинули заяви про високі втрати; За даними HRW, деякі осетинські мирні жителі сказали в інтерв'ю, що вони схвалюють спалення і пограбування грузинських сіл через «тисячі жертв серед цивільного населення в Південній Осетії», про які повідомляє російське телебачення .У грудні 2008 року Слідчий комітет прокуратури Російської Федерації змінив цифри до 162 загиблих у південній Осетії.
Грузія та Південна Осетія подали скарги щодо ймовірних воєнних злочинів, скоєних іншою стороною, до міжнародних судів, зокрема до Міжнародного кримінального суду, Міжнародного суду та Європейського суду з прав людини.
Війна переселила 192 000 осіб, у тому числі як осетин, так і грузин. Багато з них змогли повернутися до своїх домівок після війни, але рік потому близько 30 000 етнічних грузинів все ще були викорінені. Станом на травень 2014 року 20 272 особи все ще залишалися переміщеними, а їх повернення було заблоковано де-факто владою.

## Дипломатичні стосунки
29 серпня виконувач обов'язків міністра закордонних справ Грузії Грігол Вашадзе заявив, що Грузія припиняє дипломатичні відносини з Російською Федерацією. «Як в Грузії, так і в Російській Федерації не зостанеться жодного дипломата. …Залишаться лише консул, віце-консул та технічний персонал». Як пояснив журналістам голова парламентського комітету Грузії із зовнішніх зв'язків Лаша Жванія, «…інтереси Грузії в Російській Федерації можливо представлятимуть посольства України, Азербайджану або іншої країни, що є партнером Грузії».
3 вересня 2008 року Нікарагуа стала другою державою світу, яка визнала незалежність Південної Осетії і Абхазії, але в цій країні станом на літо 2009 указ президента ще не ратифікований парламентом.

### Заяви учасників конфлікту
- Грузія — У інтерв'ю Бі-Бі-Сі президент Грузії Саакашвілі заявив, що Росія почала агресію проти його країни і закликав міжнародну спільноту втрутитися. На його думку Росія проводить заплановану політику агресії проти Грузії і що Росія має намір захопити цілу територію Грузії. Він також запропонував припинення вогню та початок переговорів між усіма сторонами конфлікту[217].
- Росія — З початком наступу Грузії на позиції південноосетинських угрупувань Росія звинуватила Грузію у агресії та застосуванні політики геноциду стосовно етнічних осетин у регіоні. Прем'єр-міністр Росії Володимир Путін заявив, що дії російських військ у регіоні були обґрунтованими і необхідними і що вона ввела війська в регіон для захисту власних громадян. Росія також звинуватила Захід у подвійних стандартах стосовно її дій у Південній Осетії[218][219].
- Росія також звинуватила Україну у продажі зброї Грузії та заохоченні її до вторгнення в Південну Осетію. У свою чергу, у відповідь на це звинувачення Міністр оборони України Єхануров назвав ці твердження безпідставними, оскільки Грузія не є в списку країн, яким заборонено продавати зброю[220].
- Президент Росії Володимир Путін визнав, що Росія під час військового конфлікту у Південній Осетії діяла за планом, який був підготовлений Генеральним штабом наприкінці 2006-початку 2007 року[221].

## Реакція світової спільноти
- ООН — 7 серпня 2008 р. Генеральний секретар ООН Пан Гі Мун висловив своє занепокоєння в зв'язку з ескалацією конфлікту у Південній Осетії. Наступного дня було скликана позачергова сесія Ради Безпеки ООН на прохання Росії стосовно ситуації у регіоні. Однак ні це засідання, ні наступне, скликане на вимогу Грузії не дало позитивних результатів і дипломатам не вдалося досягти згоди щодо резолюції. 10 серпня Пан Гі Мун закликав вивести із території Грузії усі військові підрозділи, які не мають права там знаходитися[222].
- Україна — У своїй заяві МЗС України висловило занепокоєння ескалацією конфлікту у Грузії і закликала Росію вивести свої війська з території Грузії і проявити стриманість. Також президент України Ющенко направив першого заступника міністра закордонних справ Костянтина Єлисєєва до Тбілісі. 10 серпня до нього приєднався також і міністр закордонних справ Володимир Огризко, який прибув у Тбілісі для ознайомлення з ситуацією та спроби налагодження переговорного процесу[223].
- Україна також попередила Росію про небажаність участі кораблів Чорноморського флоту, що тимчасово дислоковані на території України у військовому конфлікті у Південній Осетії. З метою запобігти втягненню у збройний конфлікт Україна повідомила, що залишатиме за собою право згідно з нормами міжнародного права і законодавства України заборонити повернення суден, які брали участь у конфлікті в українські порти.[224]
- США — 8 серпня представник держдепартаменту США у своїй заяві звинуватив загони південноосетинських повстанців у провокуванні насилля та обстрілі грузинських позицій. В той самий час представник Білого Дому закликав усі сторони конфлікту до стриманости і якнайскорішого припинення військових дій. Держсекретар США Кондоліза Райс закликала Росію поважати територіальну цілісність Грузії та вивести війська з території країни. США також запропонували Раді Безпеці ООН резолюцію із засудженням дій Росії в регіоні, а представник адміністрації попередив, що ескалація конфлікту матиме серйозні та довготермінові наслідки для російсько-американських відносин[225].
- Японія — У заяві від 8 серпня МЗС Японії виразило жаль з приводу збройного конфлікту на території грузинської автономної області Південна Осетія і закликало усі сторони конфлікту припинити бойові дії та сісти за стіл переговорів. Японія підтримує мирний план врегулювання південноосетинської проблеми, який базується на визнанні територіальної цілісности Грузії[226]. У заяві від 9 серпня японський МЗС повторно звернувся припинити бої і розв'язати проблему мирним шляхом, поважаючи суверенітет та цілісність Грузії[227].
- Визнання Абхазії і Південної Осетії Росією підтримав президент Венесуели Уго Чавес: «Росія захищає свої інтереси і правильно робить». Він однак не сказав, чи збирається сама Венесуела визнавати незалежність Абхазії чи Південної Осетії[228].

- 3 вересня 2008 р. президент Нікарагуа Даніель Ортега заявив, що уряд країни визнав незалежність Абхазії і Південної Осетії. Таким чином Нікарагуа стала другою країною після Росії, яка визнала незалежність сепаратистських республік Грузії[229].
- У грудні 2009 році уряд Науру (одна з найменших країн світу) визнав бунтівні регіони Грузії Абхазію та Південну Осетію за незалежні держави. Водночас, між Російською Федерацією та Науру було підписано угоду, за якою, згідно з інформацією з різних джерел[230], Росія надає Науру гуманітарну допомогу в розмірі 50 мільйонів доларів США та фінансує модернізацію морського порту Науру[231].
- Про те, що Вануату визнало незалежність Абхазії, абхазька сторона заявила наприкінці травня. Пізніше офіційний представник Вануату в ООН спростував цю інформацію (він повідомив, що зв'язався зі своїм урядом і що воно заяви абхазької сторони не підтвердило). Пізніше, однак, виявилося, що визнання все ж мало місце: «Комерсант» опублікував копію документа, відповідно до якого між Вануату і Абхазією були встановлені дипломатичні відносини. Угода була підписана главами урядів Сато Кілманом і Сергієм Шамбою. На момент написання даної замітки на офіційному сайті уряду Вануату повідомлення про скасування визнання не було. У розділі «Новини» останнє повідомлення, що стосується Абхазії (коментар глави МЗС Вануату, що підтверджує, що визнання залишається в силі), датоване 17 червня. Варто зазначити, що визнання проводилося попереднім їхнім урядом. А новий його не визнав, ставши на стороні світової спільноти. Новий глава уряду Вануату — острівної держави у Тихому океані — підтвердив, що скасовує рішення колишнього керівництва країни про визнання незалежности Абхазії та Південної Осетії. Про це повідомляє Daily Post. Раніше про те, що влада Вануату відмовила у визнанні Абхазії та Південнох Осетії, повідомив грузинський МЗС[232].
- Влада однієї з найменших країн, що розташована у Тихому океані — Тувалу — змінює позицію з приводу територіальної цілісности Грузії вже вдруге. Так у лютому 2011 року, встановивши дипломатичні відносини з Грузією, Тувалу визнала територіальну цілісність Грузії. Проте потім, у вересні того ж року, відкликало це рішення. В результаті, в лютому 2012 року указом президента Грузії Михайла Саакашвілі дипвідносини між країнами були розірвані. Під час візиту урядової делегації Тувалу до Грузії, 31 березня голова МЗС Грузії Мая Панджікідзе і міністр охорони навколишнього середовища, закордонних справ, праці та торгівлі Тувалу Таукеліна Фінікасо підписали документ про встановлення між країнами дипломатичних відносин. У документі також говориться, що «Тувалу визнає територіальну цілісність Грузії в її міжнародно визнаних кордонах, включаючи її регіони — автономну республіку Абхазія і Цхінвальський регіон / Південну Осетію»[233].

### Комісія ПАРЄ
Комісія Парламентської асамблеї Ради Європи (ПАРЄ) вважає, що Москва і Тбілісі несуть рівну відповідальність за серпневі військові дії. Такий висновок міститься в поширеній 29 вересня 2008 року доповіді глави спецкомісії ПАРЄ Люка ван дер Бранде. У період з 21 по 26 вересня Люк ван дер Бранде відвідав Південну Осетію, буферні зони в Грузії, Тбілісі і Москву з метою прояснення причин і наслідків серпневого збройного конфлікту. Згідно з доповіддю, делегація «вкрай стурбована» тим, що два члени Ради Європи порушили взяті на себе в рамках цієї організації зобов'язання з мирного вирішення всіх розбіжностей, включаючи і старі конфлікти. Така поведінка неприпустимо, і обидві країни «несуть відповідальність за ескалацію цього конфлікту в повномасштабну війну», мовиться в заяві.
У доповіді також наголошується, що повністю протилежні точки зору і версії сторін, а також короткочасність візиту комісії в зону конфлікту сильно утрудняють визначення послідовности подій 7 і 8 серпня і обставин, що привели до них.
Проте «цілком очевидно, що обидві сторони не зробили достатніх зусиль, щоб запобігти війні», і відтоді в регіоні були здійснені — і здійснюються досі — численні порушення прав людини. ПАРЄ призвала до розслідування всіх таких випадків і покарання винних в суді, при цьому особливо наголосивши, що Російська Федерація несе повну відповідальність за ті злочини, які здійснюються на нині підконтрольній їй території.
У доповіді також зазначено, що Рада Європи здивована, що у Росії і США немає супутникових знімків, які могли б прояснити ситуацію про початок конфлікту в Грузії. Парламентарії відзначили, що Москва і Тбілісі дотримуються діаметрально протилежних версій початку повномасштабних військових дій. Так, російська сторона наполягає, що ввела танки і бронетехніку після того, як грузинські війська вторглися в район Цхінвалі і почали вести там бойові дії. Грузинська сторона, у свою чергу, стверджує, що її розвідка повідомила про зосередження російських військ і бронетехніки, що входила через Рокський тунель до Південної Осетії, і військова операція була почата для відбиття атаки російської армії, що вторглася на грузинську територію.

### Міжнародний суд
Грузія звернулася до Міжнародного суду 12 серпня, звинувативши Росію в порушеннях міжнародної конвенції про ліквідацію всіх форм расової дискримінації від 1965 року. 14 серпня Грузія повторно звернулася до вищої судової інстанції ООН з проханням вжити тимчасових заходів з метою захисту прав грузинського населення. 8-10 вересня тут відбулися слухання, на яких обидві сторони висловили свої позиції.
15 жовтня 2008 Міжнародний суд ООН в Гаазі закликав Росію і Грузію утриматися від усіх форм етнічної дискримінації у зв'язку з подіями в Південній Осетії і від підтримки подібних дій.
|  | «обидві сторони повинні узяти на себе відповідальність за те, що відбулося і зробити все можливе для усунення наслідків конфлікту». «Обидві сторони повинні робити все можливе для забезпечення безпеки людей, реалізації їх прав на свободу пересування і мешкання в межах кордонів держави, захищати власність переміщених осіб і біженців» |

За оцінкою юриста у міжнародних справах Ахмата Глашева «суд ухвалив чисто політичне рішення, яке, насамперед, вигідно Росії. Суд фактично відмовив в задоволенні скарги грузинської сторони, і одночасно усунувся від винесення якої-небудь чіткої ухвали. В ухвалі суду не сказано, чи порушила Росія міжнародну конвенцію про усунення расової дискримінації».

### Європарламент
20 травня 2010 Європарламент підтримав висновки доповіді міжнародної незалежної комісії Євросоюзу на чолі з Гайді Тальявіні з розслідування обставин конфлікту в Південній Осетії. Згідно з цим документом, війну в серпні 2008 року розв'язала Грузія, але Росія її провокувала на це, а у відповідь дії російських Збройних сил були непропорційними. У резолюції особливо підкреслюється «підтримка ЄС територіальної цілісности і недоторканности міжнародно визнаних кордонів Грузії» і вказується, що «ізоляція Абхазії і Південної Осетії є контрпродуктивною для пошуку виходу з ситуації, що склалася».

## Наслідки війни

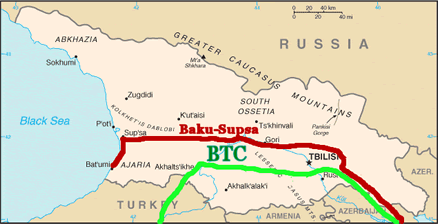
Карта нафтопроводів на території Грузії

### Російський вихід
17 серпня Медведєв оголосив, що російські військові почнуть виводити з Грузії наступного дня. 19 серпня обидві країни обміняли військовополонених. Грузинський чиновник заявив, що, хоча його країна обміняла п'ятьох російських солдатів на п'ятнадцять грузинів, серед них двох некомбатантів, Грузія підозрює, що Росія залишила ще двох грузинів. 22 серпня російські війська вийшли з Ігоеті, а грузинська поліція рушила в напрямку Горі. Росія стверджувала, що виведення російських військ закінчено; проте російські блокпости залишилися поблизу Горі, а дві російські оглядові станції залишилися біля Поті.
8 вересня Саркозі і Медведєв підписали чергову угоду про відхід Росії з Грузії. Після зустрічі з президентом Франції Медведєв сказав, що відхід залежить від запевнень, що Грузія не застосовуватиме силу; Російські війська виведуть «з прилеглих до Південної Осетії та Абхазії зон до лінії, що передує початку бойових дій». Проте виведення військ з Південної Осетії та Абхазії не було проголошено.13 вересня російські війська почали відхід із західної Грузії, і до 11:00 за московським часом пости поблизу Поті були залишені. Також відбулися вилучення з Сенакі та Хобі. 8 жовтня 2008 року російські війська були виведені з буферних районів, що межують з Абхазією та Південною Осетією, а моніторингова місія Європейського Союзу в Грузії тепер буде наглядати за цими районами.
Росія продовжувала утримувати єдину станцію в прикордонному селі Переві. 12 грудня 2008 року російські війська вийшли; Через вісім годин вони знову увійшли в село, і грузинська поліція відступила після того, як росіяни попередили, що вони будуть стріляти. Тоді російські війська встановили в селі три станції. 18 жовтня 2010 року всі російські війська в Переві відійшли до Південної Осетії і туди увійшли грузинські солдати.
9 вересня 2008 року Росія оголосила, що російські сили в Південній Осетії та Абхазії залишаться за двосторонніми угодами з їхніми де-факто урядами. Міністр закордонних справ Росії Сергій Лавров заявив, що російське розміщення в Абхазії та Південній Осетії виявиться вирішальним у запобіганні відновлення Грузії територій. Грузія вважає Абхазію та Південну Осетію окупованими територіями. У листопаді 2011 року Європарламент ухвалив резолюцію про визнання Абхазії та Південної Осетії окупованими грузинськими територіями.

### Визнання Росією Абхазії та Південної Осетії

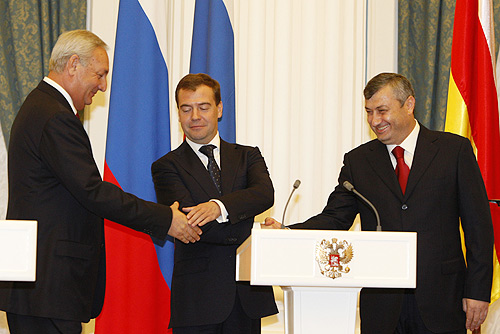
Сергій Багапш (ліворуч), Дмитро Медведєв (посередині) та Едуард Кокойти (праворуч) незабаром після визнання Абхазії та Південної Осетії

25 серпня 2008 року російський парламент ухвалив пропозицію, проти якої ніхто не проголосував. Пропозиція вимагала дипломатичного визнання Абхазії та Південної Осетії президентом Медведєвим. 26 серпня Медведєв видав укази про визнання двох держав, зазначивши, що визнання незалежности двох утворень «є єдиною можливістю врятувати людські життя».
Визнання Росією засудили США, Франція, генеральний секретар Ради Європи, президент Парламентської асамблеї Ради Європи, голова ОБСЄ, НАТО і G7 на тій підставі, що воно порушило правила Грузії. територіальну цілісність, резолюції Ради Безпеки ООН та угоду про припинення вогню. У відповідь на дії Росії грузинський уряд розірвав дипломатичні відносини з Росією.
Росія звернулася до Шанхайської організації співробітництва за схваленням свого визнання. Однак через занепокоєння щодо сепаратистських територій у державах ШОС, особливо в Китаї, організація не підтримала визнання.

### Російська військова присутність
Прямим результатом війни стало посилення та посилення російської військової присутности як у Південній Осетії, так і в Абхазії. У той час як російські збройні сили були присутні в обох регіонах до початку війни, як миротворчі сили з часів громадянських воєн у 1990-х роках, це обмежувалося 500 військовослужбовцями в Південній Осетії (JPKF) і 1600 в Абхазії (CISPKF). при цьому останній був розширений до понад 2000 протягом місяців, що призвели до війни 2008 року. Оскільки ці механізми застаріли після війни 2008 року, визнання Росією незалежности обох регіонів було необхідною умовою для легітимізації післявоєнного перебування російських збройних сил шляхом укладання «двосторонніх» угод про військове співробітництво та інтеграцію з нововизнаними «держави».
З 2009 року Російська Федерація розширила існуючу військову інфраструктуру в обох регіонах. Спочатку були створені 4-та гвардійська військова база в Південній Осетії та 7-а військова база в Абхазії, оформлені в угоді терміном на 49 років. Тоді Росія розпочала будівництво прикордонних баз під командуванням Прикордонної служби ФСБ Росії з метою демаркації та «захисту державного кордону» як Південної Осетії, так і Абхазії. Загалом понад 30 з цих так званих «мілітаризованих прикордонних баз» були побудовані поблизу лінії кордону обох регіонів із контрольованою Тбілісі Грузією. У кожному регіоні дислоковано приблизно 3500 російських військовослужбовців і близько 1500 співробітників ФСБ. Грузія вважає ці два регіони окупованими Росією.

### Міжнародний моніторинг
Термін дії мандата місії ОБСЄ в Грузії закінчився 1 січня 2009 року після того, як Росія відмовилася підтримати її продовження. Після війни спостерігачам ОБСЄ було відмовлено в доступі до Південної Осетії. Мандат МООННГ закінчився 16 червня 2009 року; його продовження також було заблоковано Росією, яка стверджувала, що мандат не відповідає належним чином позиції Росії щодо визнання незалежности Абхазії. За словами голови місії ООН Йохана Вербеке, близько 60 000 етнічних грузинів в Абхазії стали вразливими після завершення місії.
З жовтня 2008 року Моніторингова місія Європейського Союзу (МНЕС) контролює адміністративні лінії кордону як Південної Осетії, так і Абхазії. Хоча місія має діяти на всій території Грузії, місцева де-факто влада не допускає її до Південної Осетії та Абхазії. Окрім моніторингу, місія також бере участь у зміцненні довіри та посередництві щодо інцидентів, надаючи гарячу лінію щодо інцидентів. Станом на грудень 2021 року в Грузії працюють 220 спостерігачів МНЕС з 26 країн-членів ЄС, які базуються в 3 польових офісах і штаб-квартирі в Тбілісі, а 2 допоміжних співробітники працюють з Брюсселя.

### Геополітичний вплив

Трубопровід БТД (зелений) і запланований газопровід Nabucco (мандариновий)

Війна 2008 року стала першим випадком після розпаду Радянського Союзу, коли російські війська були використані проти незалежної держави, демонструючи готовність Росії використовувати військову силу для досягнення своїх політичних цілей. Нездатність західних безпекових організацій швидко відреагувати на спробу Росії насильницько переглянути кордони країни ОБСЄ виявила її недоліки. Розкол між західноєвропейськими та східноєвропейськими державами також став очевидним у відносинах з Росією. Україна та інші країни колишнього Радянського Союзу отримали чітке повідомлення від російського керівництва, що можливий вступ до НАТО призведе до іноземного вторгнення та розпаду країни. Ефективне захоплення Абхазії також було однією з геополітичних цілей Росії. Будівництво спонсованого ЄС газопроводу Nabucco, що з'єднує Європу з центральноазіатськими запасами через Закавказзя, було відверто.
Війна також вплинула на поточне та майбутнє членство Грузії в міжнародних організаціях. 12 серпня 2008 року країна оголосила, що виходить із Співдружності Незалежних Держав, яку вона вважала відповідальною за те, що вона не уникла війни. Його відхід набув чинности в серпні 2009 року.
Війна в Грузії показала наполегливість Росії в перегляді міжнародних відносин і підриві гегемонії Сполучених Штатів. Незабаром після війни президент Росії Медведєв оприлюднив російську зовнішню політику з п'яти пунктів. У доктрині Медведєва зазначалося, що «захист життя та гідности наших громадян, де б вони не були, є безсумнівним пріоритетом для нашої країни». Присутність російських громадян в іноземних країнах сформувала б доктринальну основу для вторгнення. Заява Медведєва про існування територій з російськими «привілейованими інтересами» підкреслила особливу зацікавленість Росії в пострадянських державах і той факт, що Росія буде відчувати небезпеку через підривні дії місцевих дружніх до Росії адміністрацій.
Війна завадила перспективам вступу Грузії в НАТО в осяжному майбутньому. У листопаді 2011 року президент Росії Дмитро Медведєв заявив, що НАТО прийняло б колишні радянські республіки, якби Росія не напала на Грузію. «Якби ви… захитнулися ще в 2008 році, то зараз геополітична ситуація була б іншою», — сказав Медведєв офіцерам військової бази у Владикавказі.
За словами академіка Мартіна Малека, західні країни не вважали за потрібне загострювати напруженість у відносинах з Росією через «крихітну і незначну» Грузію. У Caucasian Review of International Affairs він написав, що західні політики не хочуть відчужувати Росію, оскільки її підтримка необхідна для вирішення «міжнародних проблем». У доповіді Комітету із закордонних справ Європейського парламенту за травень 2015 року зазначено, що «реакція ЄС на агресію Росії щодо Грузії та порушення її територіальної цілісности у 2008 році, можливо, спонукала Росію діяти подібним чином в Україні».
Російське вторгнення в Україну 2022 року знову привело спогади про російсько-грузинську війну до ширшого геополітичного фокусу. У статті, опублікованій в The New York Times 6 березня 2022 року, чинний прем'єр-міністр Сполученого Королівства Борис Джонсон заявив, що дії Росії в Грузії в 2008 році були одним з уроків минулого, який Захід не зміг засвоїти.

## Військовий аналіз

#### Грузія

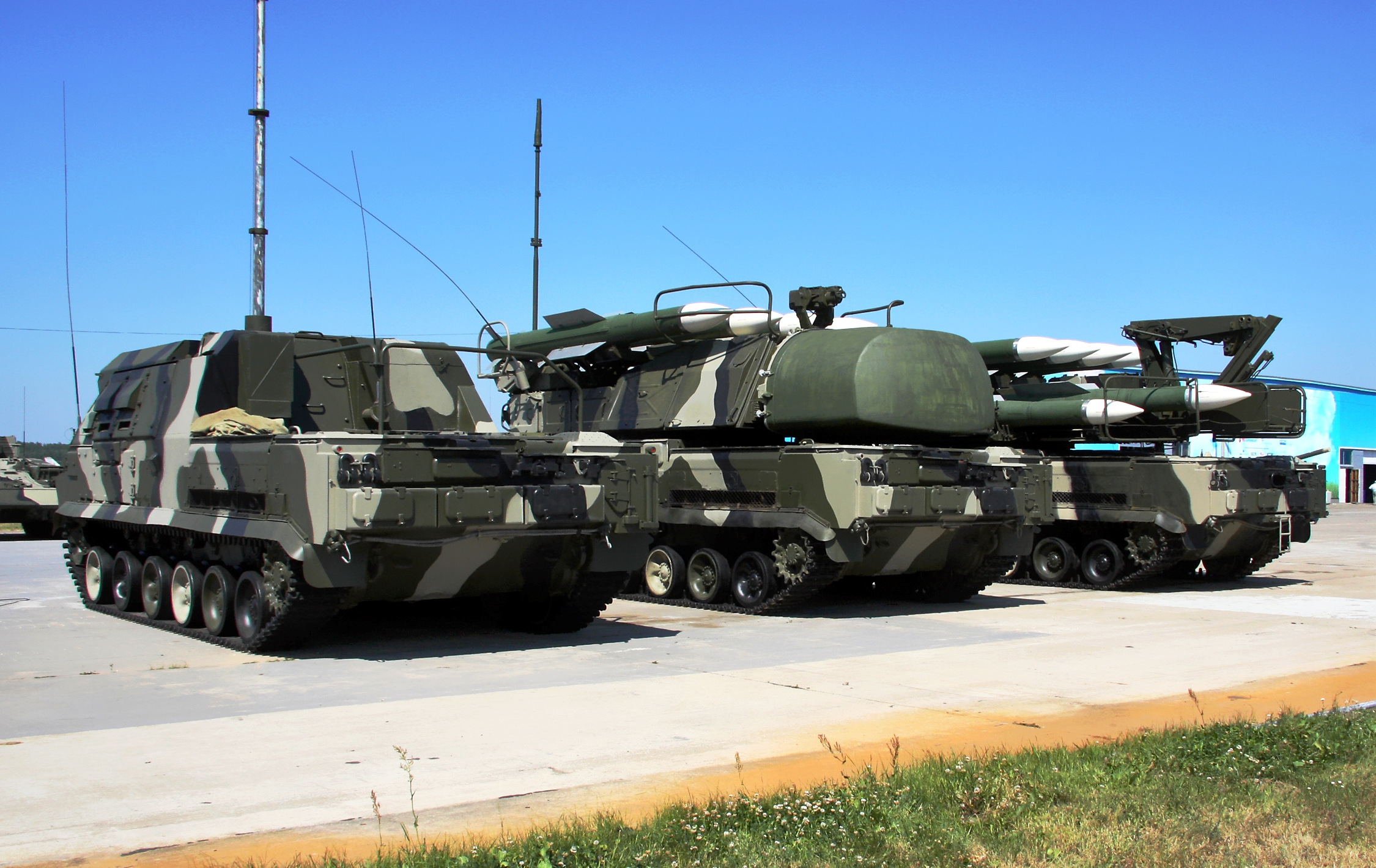
ЗРК «Бук-М1».

Представники Сполучених Штатів заявили, що «одним із небагатьох ефективних елементів збройних сил [Грузії]» була протиповітряна оборона, і аналітики вважають, що SA-11 «Бук-1М» збив бомбардувальник Туполєв-22М і сприяв втраті деякі Су-25. Цю думку підтримав незалежний російський аналіз. Заступник начальника Генштабу Росії генерал-полковник Анатолій Ноговіцин заявив, що радянські зенітно-ракетні комплекси «Тор» і «Бук», придбані Грузією в України, були відповідальними за збиття російських літаків під час війни. Російська оцінка, опублікована Роджером Макдермоттом, свідчить, що втрати росіян були б значно вищими, якби грузини не залишили частину своїх систем «Бук-М1» поблизу Сенакі в західній Грузії і кілька ракетних установок «Оса» в Південній Осетії. За деякими даними, Грузія також володіла батареєю самохідної зенітної системи малої дальности SPYDER-SR ізраїльського виробництва. Грузинську тактичну систему раннього попередження та управління протиповітряної оборони пов'язували через Туреччину з обміном даними про повітряну ситуацію НАТО (ASDE), який забезпечував Грузію розвідувальними даними під час конфлікту.
Грузія заявила, що її ключовими недоліками були неефективні зв'язки під час дій і нестача повітряної сили. Костянтин Макієнко з CAST вважав неякісне навчання пілотів основною причиною мізерного виконання грузинських повітряних вильотів. За словами першого заступника міністра оборони Грузії Бату Кутелії, Грузія повинна була мати складну багатошарову систему протиповітряної оборони для захисту повітряного простору. Західні офіцери, залучені до збройних сил Грузії, вказали, що грузинські військові недоліки занадто великі, щоб їх можна було усунути за допомогою нової зброї. Згідно зі статтею New York Times від 2 вересня 2008 року, «Армія Грузії втекла перед наступом російської армії, повернувшись спиною і залишивши мирних громадян Грузії на шляху ворога. Її літаки не літали після перших кількох годин зіткнення. Її флот був затонув у гавані, а його патрульні катери були відвезені російськими вантажівками на причепах».
Масштабний наступ Росії застав Грузію зненацька, яка ніколи не була готова протистояти такому вторгненню. Під час війни виникло багато управлінських і процедурних проблем. За словами західного офіцера, грузинська матеріально-технічна готовність була посередньою; під час акції виникли перешкоди між підрозділами. Навчання з імітації бою проти ймовірного противника, 58-ї армії, грузинська армія ніколи не проводила. Під час війни в горах зламався зв'язок і військам довелося вдатися до мобільних телефонів. Було недостатнє планування; за словами Георгія Тавджірідзе, ніхто не думав про герметизацію Роківського тунелю. 9 серпня була похмура організація доставки 10 000 грузинських резервістів у Горі; у них не було конкретних цілей і наступного дня повернулися до Тбілісі. Грузинські журналісти назвали конфлікт «прихованою від історії» війною, оскільки було дуже мало відеозаписів бойових дій. За словами їхніх американських тренерів, грузинські солдати були неготові до бою, попри «дух воїна». На високих посадах була невелика кількість дисциплінованих і обізнаних офіцерів, а уряд Саакашвілі не мав військового досвіду.

#### Росія
Російське командування, управління, зв'язок і розвідка (C³I) працювали погано під час конфлікту. Російські системи зв'язку були застарілими, і нібито командувач 58-ї армії зв'язувався зі своїми бойовими частинами через супутниковий телефон, який належав журналістам. Без сучасного ГЛОНАСС не можна було використовувати високоточні боєприпаси, а GPS, керований США, був недоступний, оскільки зона бойових дій була затемнена. Через халатність міністра оборони Росії використання безпілотних літальних апаратів не було санкціоновано; У редакції РІА Новости йдеться, що російські війська не мали надійних систем аеророзвідки, а замість них використовували бомбардувальник Ту-22М3. Проте під час війни також були розгорнуті російські розвідувальні батальйони та полки. Заступник начальника Генштабу Росії генерал Анатолій Ноговіцин заявив, що в конфлікті нове озброєння не випробовували.
Редакція РИА Новости також повідомляє, що російські штурмовики Су-25 не мали радіолокаційного бачення та обчислення координат наземної цілі. У них також не було зенітних ракет великої дальности, які можна було б випустити за межі зон протиповітряної оборони противника. Російський аналітик Костянтин Макієнко, пов'язаний з опозицією, зауважив неякісне поведінку російських ВПС: «Це неймовірно, що російські ВПС не змогли встановити перевагу в повітрі майже до кінця п'ятиденної війни, попри те, що ворог не мав винищувальної авіації».
За словами російського експерта Антона Лаврова, 8 серпня російські та південноосетійські війська, дислоковані в Південній Осетії, не знали, що російська авіація бере участь у війні. Російські війська та південні осетини часто оцінювали російську авіацію як ворожу і стріляли по них до того, як була проведена точна ідентифікація. 8 серпня ВПС здійснили 63 польоти на підтримку сухопутних військ Росії. Загалом під час війни було втрачено шість російських бойових літаків: один Су-25СМ, два Су-25БМ, два Су-24М і один Ту-22М3; дружній вогонь став причиною втрати трьох літаків. Лавров заперечує, що збитий Ту-22М використовувався для розвідки.
Зв'язок між командувачем Північно-Кавказького військового округу і ВПС був поганим, а їхні ролі були незрозумілими. Головнокомандувач ВПС генерал-полковник Олександр Зелін не ступив на командний пункт, а керував операціями ВПС по мобільному телефону зі своєї робочої кімнати без допомоги своїх помічників з ППО. Військово-повітряні сили звинувачували в тому, що вони не надавали допомоги сухопутній кампанії.
Шведські аналітики Кароліна Венділ Паллін і Фредрік Вестерлунд заявили, що, хоча російський Чорноморський флот не зустрів значного опору, він виявився ефективним у здійсненні складних операцій. Механізована піхота відкрила новий фронт в Абхазії, що сприяло швидкому воєнному успіху Росії.
Дослідники Heritage Foundation у своїй оцінці підготовки російського генерального штабу сказали, що маневри були сплановані та здійснені ефективно, при цьому росіяни внесли важливу плутанину. Аналітик Reuters описав російську армію як «сильну, але хибну»; війна продемонструвала, що російські «збройні сили вийшли з багаторічної занедбаности як грізна бойова сила, але виявили важливі недоліки». Він заявив, що через ці недоліки Росія не виконала своєї ролі першокласної військової сили. На відміну від Другої чеченської війни, російські війська в Грузії складалися переважно з професійних солдатів, а не з військовозобов'язаних. Журналісти Reuters у Грузії заявили, що вони вважали російські сили добре оснащеними та впорядкованими силами. Директор CAST Руслан Пухов заявив, що «перемога над грузинською армією … має стати для Росії не приводом для ейфорії та надмірної радости, а послужити прискоренню військових трансформацій». Роджер Макдермотт писав, що невелика розбіжність у критиці цивільних і офіційних посилань після конфлікту була «організованою спробою уряду „продати“ реформу військовим і заручитися підтримкою серед населення».
Еволюція російської армії в професійну силу не була визнана плідною. У вересні 2008 року генерал Володимир Болдирєв визнав, що багато професійних солдатів не мають кращої підготовки, ніж військовослужбовці строкової служби. Більшість сухопутних бойових дій вели ВДВ і війська спеціального призначення. Через те, що російські ВПС не змогли пробити протиповітряну оборону Грузії, повітряно-десантні війська не могли бути перекинуті в тилу Грузії. Несподіваний напад на командира Сухопутних військ, в результаті якого пройшли лише п'ять із тридцяти машин у його колоні, продемонструвала недбалість у збиранні інформації. Повідомляється, що у багатьох сухопутних підрозділів Росії бракувало боєприпасів.

### Втрати та вартість обладнання

#### Грузія

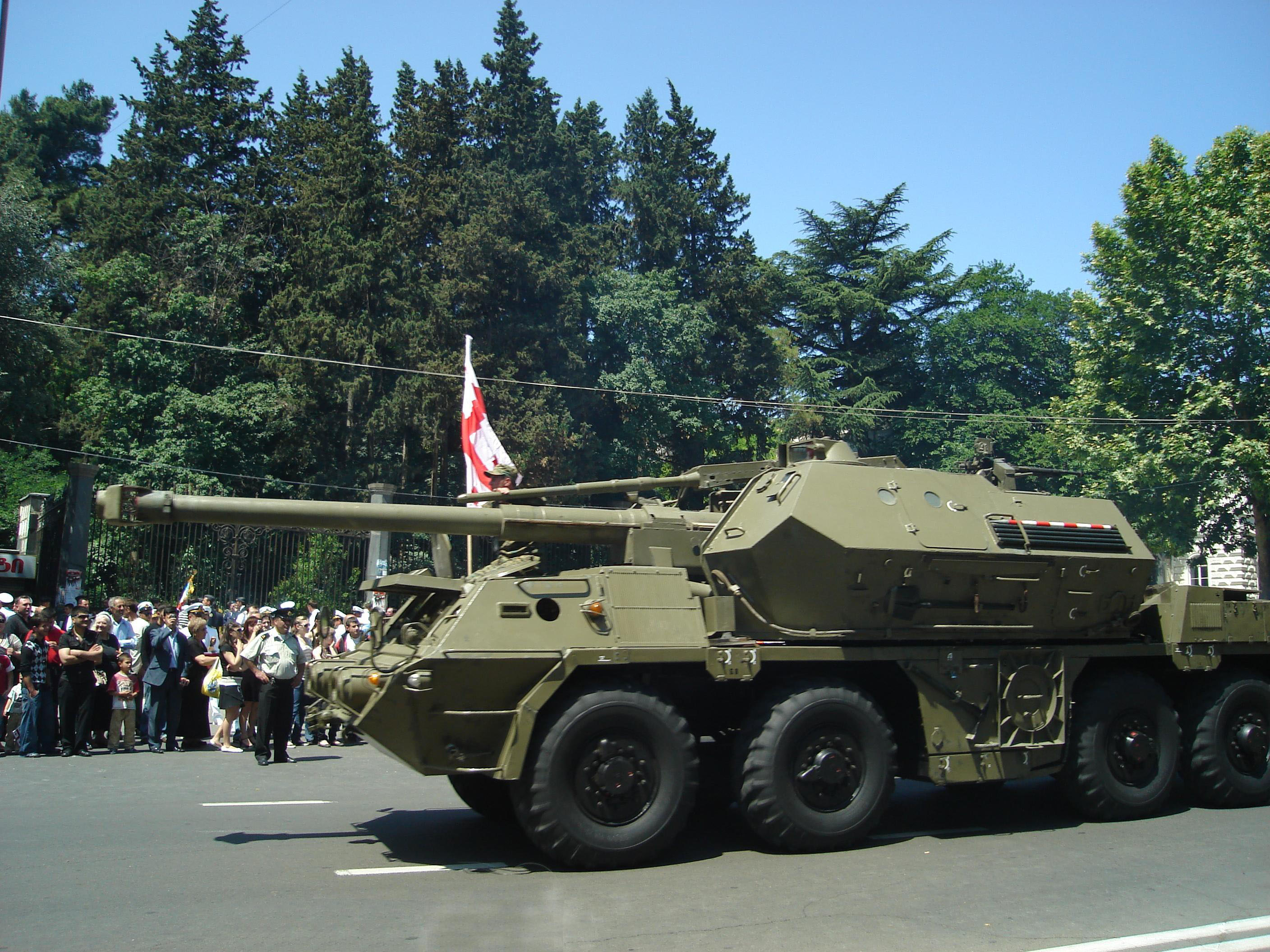
Грузинська гаубиця DANA

Після угоди про припинення вогню Stratfor стверджує, що Росія «значною мірою знищила воєнний потенціал Грузії». Після підписання перемир'я 12 серпня у власній Грузії російські війська спробували захопити та знищити грузинське озброєння, процес, який в Записі з оборони Москви назвали «демілітаризацією збройних сил Грузії». Більшість втрат озброєння зазнали після припинення вогню.
У боях було знищено близько 20 бойових броньованих машин, у тому числі танки. Всього до конфлікту Грузія мала 230—240 танків. На момент конфлікту в Грузії був 191 танк Т-72, з яких 75 були розгорнуті в Південній Осетії. Грузія втратила щонайменше 10 танків Т-72, знищених у Цхінвалі та поблизу нього. Після закінчення бойових дій російські військові захопили загалом 65 грузинських танків. Згодом близько 20 з них було знищено.
До початку конфлікту грузинська армія мала 154 БМП, 16 розвідувальних машин, 66 БТР і 86 багатоцільових гусеничних броньованих машин. У бою було знищено менше 10 бронетехніків. Дві БМП-2 були знищені в бою і дві були захоплені як трофеї. Після бойових дій було захоплено щонайменше 20 БМП, у тому числі кілька БМП-1, які були модернізовані до БМП-1У. Грузія втратила дві бронетехніки Otokar Cobra. Також були знищені десятки автомобілів та вантажівок.
Дві самохідні гаубиці грузинської армії DANA були знищені в бою, а дві DANA були захоплені в Горі та поблизу нього. Ще 20 артилерійських одиниць, у тому числі 120 мм міномети, залишилися в тилу ворога. Після бойових дій було захоплено шість 2S7 Pions. Також було захоплено дві ракети-носії «Бук-М1» та їх транспортні навантажувачі, а також до п'яти ЗРК «ОСА-АКМ». Російські військові захопили 1728 одиниць вогнепальної зброї на базі Другої піхотної бригади Сенакі.
За даними Росії, ВМС Грузії втратили в морі один катер. У Поті чотири човни опинилися під водою. Було захоплено дев'ять надувних кораблів з жорстким корпусом.
Військово-повітряні сили зазнали обмежених збитків, оскільки було підтверджено втрату лише трьох транспортних літаків і чотирьох вертольотів. Грузинські ВПС припинили всі вильоти після 8 серпня. Натомість усі винищувачі та навчальні літаки, у тому числі Су-25, заховали. Російські бомбардувальники пошкодили злітно-посадкові смуги в Грузії. У результаті атаки російської авіації на базу ВПС Марнеулі було знищено три літаки Ан-2. Російські ВДВ 11 серпня підпалили два вертольоти Мі-24 і один Мі-14.
Міністр оборони Грузії Давіт Кезерашвілі заявив, що Грузія втратила матеріальних засобів на суму 250 мільйонів доларів. За словами президента Грузії Міхеіла Саакашвілі, його країна врятувала 95 % своїх збройних сил.
Втрати збройних сил Грузії в живій силі, за офіційними даними, склали 170 осіб вбитими та зниклими безвісти, 1964 — пораненими (включаючи резервістів та поліцейських). Зникли безвісти десять військовослужбовців та 14 поліцейських.
У 2009 році начальник Генштабу російської армії Микола Макаров заявив, що Грузія переозброюється, хоча озброєння безпосередньо не надавалося США. За словами Макарова, до 2009 року Збройні Сили Грузії перевищили свою довоєнну чисельність.

#### Росія та Південна Осетія

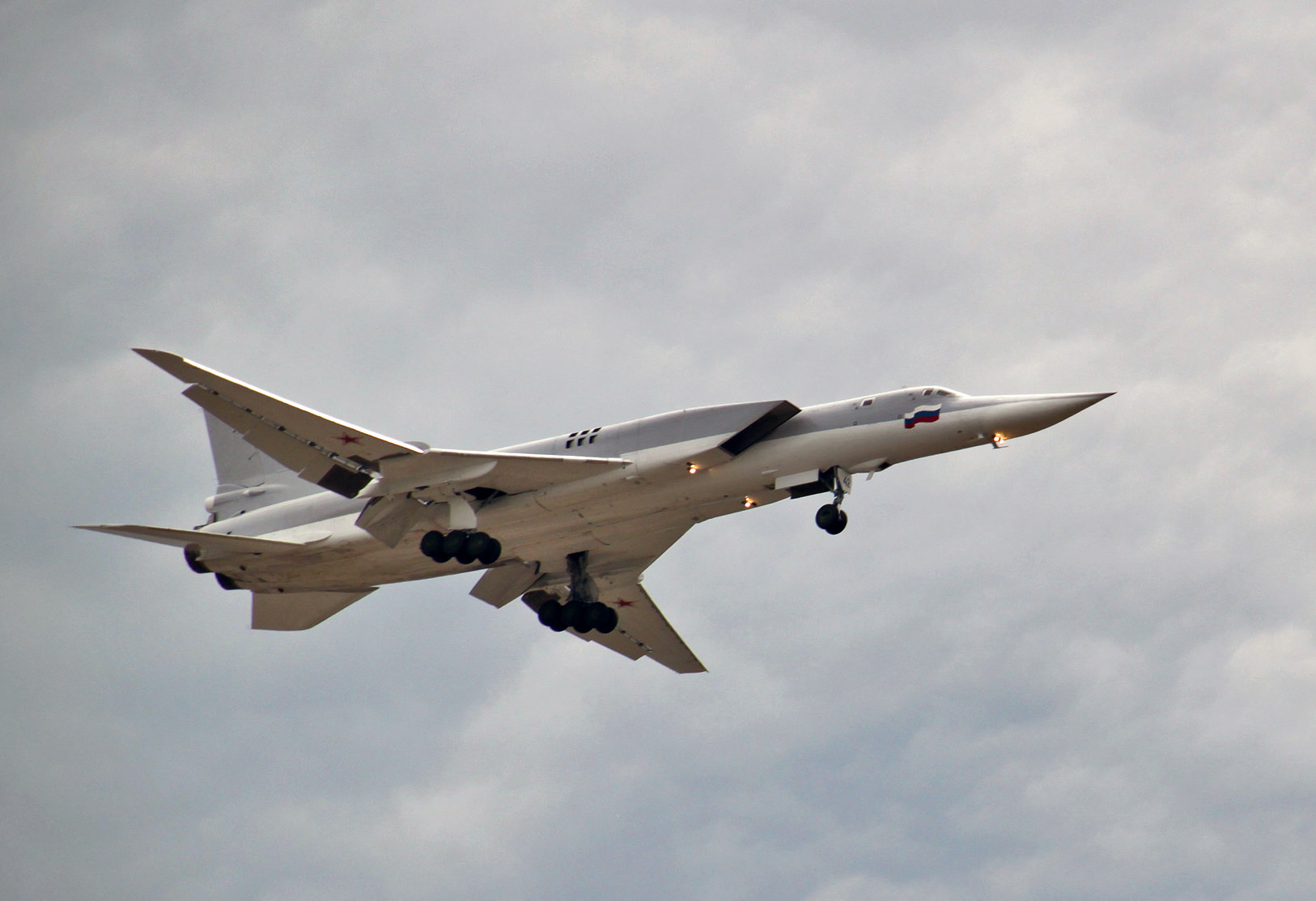
Російський Ту-22М

Росія визнала, що три її ударні літаки Су-25 і один дальний бомбардувальник Ту-22 були збиті. У той час Грузія стверджувала, що збила не менше 21 російського літака. У заяві оборони Москви надано вищу оцінку втрат ВПС, зазначаючи, що загальні втрати російських ВПС під час війни становили один дальний бомбардувальник Ту-22М3, один винищувач-бомбардувальник Су-24М Fencer, один розвідувальний літак Су-24МР Fencer E та чотири штурмовики Су-25. Антон Лавров назвав втрачені один Су-25СМ, два Су-25БМ, два Су-24М і один Ту-22М3. Два гелікоптери Мі-8МТКО та Мі-24 зазнали аварії після бойових дій.
Немає офіційних даних, втрати російської наземної техніки під час війни оцінюються в три танки, щонайменше 20 броньованих і 32 неброньовані машини, втрачені в бою. У ДТП постраждали ще кілька транспортних засобів. Під час одного бою грузинські війська знищили 25 з 30 машин російської військової частини під командуванням генерала Анатолія Хрульова. Російські військові не мали втрат у артилерії, протиповітряній обороні та військово-морських силах. За даними «Независимой газеты», п'ятиденна війна коштувала Росії приблизно 12,5 мільярдів рублів, а щоденна — 2,5 мільярда рублів.
Досі залишаються проблемними питання про втрати в живій силі ЗС РФ в цій війні. В Росії в заявах різних посадовців в Міністерстві оборони в різні роки лунали різні числа: від 48 до 74 вбитих вояків та від 162 до 340 поранених.
Південноосетинські війська втратили дві БМП-2. Є відомості, підтверджені фотографіями, про підбитий у Цхінвалі танк Т-55 зі складу окремої танкової роти армії Південної Осетії.

### Виноски
1. ↑  Війна відома під багатьма іншими назвами, включаючи П'ятиденну війну, Серпневу війну та російське вторгнення в Грузію.
2. ↑  Однак російський уряд офіційно спростував розгортання немиротворчих сил до 8 серпня.

### Внутрішні джерела

#### Грузія
- Georgian Ministry of Defence [Архівовано 25 липня 2008 у Wayback Machine.]
- Georgian Ministry of Foreign Affairs [Архівовано 8 листопада 2008 у Wayback Machine.]
- President of Georgia [Архівовано 16 березня 2011 у Wayback Machine.]
- Документальний фільм — «Хроніка грузинського серпня»

#### Абхазія
- President of the Republic of Abkhazia [Архівовано 16 квітня 2018 у Wayback Machine.]
- Ministry of Foreign Affairs of Abkhazia [Архівовано 29 жовтня 2020 у Wayback Machine.]

#### Південна Осетія
- State Committee of Information and Press of the Republic of South Ossetia [Архівовано 10 січня 2021 у Wayback Machine.]

### Зовнішні джерела

#### Міжнародні
- United Nations Observer Mission in Georgia
- OSCE Mission to Georgia [Архівовано 15 грудня 2008 у Wayback Machine.]

#### Україна
- Телевізійний документальний фільм «Анатомія війни» виробництва телеканалу «Інтер» [Архівовано 25 вересня 2009 у Wayback Machine.]
- BBC Ukrainian: У Південній Осетії вже є загиблі і поранені, 8 серпня 2008 p., 14:05 за Києвом
- Сайт, присвячений Україно — грузинській тематиці
- Чому Росія напала на Грузію в серпні 2008. veterano.com.ua. Ветерани.ua. 6 серпня 2016. Архів оригіналу за 29 січня 2018. Процитовано 28 січня 2018.
- ГРУЗИНСКИЙ ОПЫТ. ПОЧЕМУ ВВС РОССИИ ПРОИГРАЮТ В НЕБЕ УКРАИНЫ

#### Росія
- Ministry of Defence of Russia [Архівовано 11 квітня 2019 у Wayback Machine.]
- Ministry of Foreign Affairs of Russia [Архівовано 29 січня 2011 у Wayback Machine.]
- President of Russia [Архівовано 20 лютого 2011 у Wayback Machine.]

#### Фотогалерея
- South Ossetia war Photos [Архівовано 24 листопада 2015 у Wayback Machine.]